# Prašni delci
Prašni delci – imenovani tudi atmosferski aerosolni delci, trdni prašni delci ali lebdeči delci (SPM) – so mikroskopski delci trdne ali kapljevinske snovi, suspendirani v ozračju. Izraz aerosol se pogosto nanaša na zmes prašnih delcev in zraka in ne samo na prašne delce. Viri delcev so lahko naravni ali antropogeni. Vsebujejo različne kemijske komponente, lahko so različnih oblik in velikosti, ki segajo vse od nekaj nanometrskih do več sto mikrometrskih. Prašni delec ni nujno sestavljen iz enega onesnaževala. Vključuje lahko mešanico (plinastih) onesnaževal, ki so porazdeljena v različne velikosti. Tako je lahko neposredna posledica antropogenega in naravnega vira (primarno onesnaževalo) ali pa nastane v ozračju (sekundarno onesnaževalo) kot posledica fizikalnih procesov in kemičnih reakcij, kot so kondenzacija, izparevanje in koagulacija. Delec se pod vplivom vremenskih razmer (vlaga in drugi dejavniki) v nekaj minutah do več tednih in po prepotovani razdalji od nekaj metrov do nekaj tisoč kilometrov odstrani iz ozračja. Velikost in kemična sestava delcev določata njihove približne optične in absorpcijske lastnosti ter dinamiko gibanja (odlaganja), to pa vpliva na vidljivost in podnebne spremembe ter zmožnosti vstopa v človeška dihala in posledice za zdravje. Na človeško zdravje ne vplivajo samo neposredno, ampak z vplivom na podnebje in padavine tudi posredno. Vrste atmosferskih delcev vključujejo suspendirane prašne delce, torakalne in vdihljive delce; grobe vdihljive delce z oznako PM10, ki so grobi delci s premerom 10 mikrometrov (μm) ali manj; fine delce z oznako PM2.5, ki imajo premer 2,5 μm ali manj; ultrafine delce s premerom 100 nm ali manj; in saje.
Mednarodna agencija za raziskave raka (IARC) in Svetovna zdravstvena organizacija (SZO) označujeta prašne delce v zraku kot karcinogene skupine I. Prašni delci so zaradi zmožnosti prodora globoko v pljuča, krvni obtok in možgane (poleg ultrafinih delcev) najbolj škodljiva oblika onesnaževanja zraka in lahko prodrejo globoko v pljuča, krvni obtok in možgane ter povzročijo težave z zdravjem, vključno z miokardnim infarktom, boleznimi dihal in prezgodnjo smrtjo. Leta 2013 opravljena raziskava, v katero je bilo vključenih 312.944 udeležencev iz devetih evropskih držav, je pokazala, da ni varne ravni delcev v zraku in da se je za vsako povečanje delcev PM10 za 10 μg/m3 stopnja raka pljuč zvišala za 22 % (95-% IZ [1,03–1,45]). Manjši delci PM2.5, ki lahko prodrejo globlje v pljuča, so bili povezani z 18-odstotnim povečanjem stopnje raka pljuč na 5 μg/m3; vendar ta raziskava za to povezavo ni pokazala statistične značilnosti (95-% IZ [0,96–1,46]) Svetovna izpostavljenost PM2.5 je leta 2016 prispevala k 4,1 milijona smrti zaradi bolezni srca in kapi, raka pljuč, kroničnih bolezni pljuč in bolezni dihal. Na splošno so prašni delci v ozračju na šestem mestu med vzroki prezgodnje smrti v svetu.

### Velikost prašnih delcev
V osnovi se delce deli na fine ter grobe delce, ki imajo lahko drugačen tip vira in so bili izpostavljeni drugačnim atmosferskim pogojem. Delci različnih velikosti : 
- Nukleacijska oblika: Delci s premerom manjšim od 0,1 µm, ki se formirajo z nukleacijskimi procesi temelječimi se na kondenzaciji visoko nasičene pare. Najmanjša velikost v tej kategoriji sicer ni dovolj dobro definirana, a se približuje 3nm.
- Aitkenova oblika: Delci s premerom od 0,01 µm do 100 nm. Izvirajo iz parne nukleacije ali rasti prej obstoječih manjših delcev s procesom kondenzacije.
- Akumulacijska oblika: Delci s premerom od 0,01 µm do 3 µm. Delci so v tej obliki formirani s procesom koagulacije manjših delcev ali pa s kondenzacijo sestavin v stanju pare. Število delcev se v tej obliki ne povečuje z rastjo kondenzacije. Proces mehanizma odstranjevanja teh delcev je počasen zato je tudi prisotno akumuliranje delcev v večje.
- Ultrafini delci: Delci v Aitkenovi in nukleacijski obliki.
- Fini delci: Premer manjši od 2 µm.
- Grobe frakcije: Premer večji od 2 µm.

Pomemben aspekt opisovanja delcev je distribucija velikosti, ki z logaritmično porazdelitvijo prikaže razmerje med velikostjo ter številom, površino, maso in volumnom.
Največje število delcev je v nukleacijski, največja površina v akumulacijski in največji volumen oz masa v akumulacijski ter grobi obliki delcev. Manjša oblika vzorčenja PM2.5 (Particulate Matter) predstavlja trdne delce manjše od 2.5 µm pa vse do 0.1 µm, kar pomeni, da se lahko vzorči tako grobe, akumulacijske kot tudi fine, nukleacijske delce. Večja PM10, ki predstavlja trdne delce manjše od 10 µm pa vse do 1 µm pa pomeni, da se vzorči pretežno grobe in akumulacijske delce, pri velikosti 1-3 µm pa se obliki vzorčenja prekrivata. Izmerjene velikosti in oblike delcev so odvisne od merilne naprave, ki ima lahko več načinov merjenja in možnega porazdeljevanja velikosti delcev skozi posebne kanale, ki se sicer prilagajajo standardom in regulativam.
Poleg fizičnih karakteristik (števila, mase in površine s pripadajočimi velikostmi) so pomembne tudi oblika, higroskopičnost (fenomen pridobivanja in zadrževanja vodnih molekul skozi proces absorpcije in adsorpcije), hlapnost ali volatilnost (kvaliteta materiala delca, ki opisuje kako hitro oz pod kakšnimi pogoji se upari) in električni naboj (opisuje adhezijski potencial delca, ki privlači ali odbija molekule različnih snovi) kateri je pomemben zaradi suspenzije ali resuspenzije, ki je lahko podobna tudi sili gravitacije.

### Kemična sestava prašnih delcev, viri onesnaževanja in njihov delež
Poleg velikosti je zelo pomembna tudi kemična sestava delcev. Poleg vremenskih spremenljivk sta to dva parametra s katerima se lahko določi približen izvor onesnaževanja in njihov učinek na človeško zdravje. Kemična sestava je lahko homogena kjer je prevladujoča sestava delca iz enega kemičnega elementa (molekul, atomov) in posledično tudi enega vira. Ponavadi pa je sestava heterogena. Ta je sestavljena iz več kemičnih elementov, ki so bili povezani skupaj s kemičnimi reakcijami na samem mestu izvora (primarni delci) ali pa kasneje v atmosferi skupaj z drugimi delci, različnih agregatnih stanj, izvora, velikosti in kemičnih sestav ter s tem lastnostmi (sekundarni delci).
Po priporočilih Svetovne zdravstvene organizacije so najbolj pomembne kemične lastnosti delcev:
- Elementarna sestava
- Sekundarni anorganski ioni
- Ogljikove spojine
- Organska sestava

Agencija Republike Slovenije za okolje (ARSO) prav tako izvaja kemične analize prašnih delcev (PM2.5 in PM10):
- Ioni (Klorid, nitrat, sulfat, natrij, amonij, kalij, magnezij, kalcij)
- Ogljikove spojine (Organski ogljik, elementarni ogljik)
- Težke kovine (Arzen, kadmij, nikelj, svinec)
- Policiklični ogljikovodiki (Benzo(a)antracen, benzofluoranten, benzo(a)pirene, inedeno(123-cd)piren, dibenz(ah)antracen)

#### Elementarna sestava
Prašni delci so lahko sestavljeni iz oblice kemičnih elementov in spojin, ki se oblikujejo direktno iz vira in ostanejo v primarni obliki ali pa se s pomočjo obstoječih plinov ter drugih elementov in atmosferskih pogojev ter s tem kemičnih reakcij oblikujejo v sekundarni fazi. Med elementarno sestavo delcev se šteje kemične elemente kot so minerali, ki so prisotni v zemeljski skorji (največja prisotnost je silicija, aluminija, železa in kalcija) in se s pomočjo mehanskih ter drugih procesov spustijo v zrak (ponavadi v grobih frakcijah). Pojavljajo pa se tudi sledovi kovin (kadmij, živo srebro, nikelj, krom, cink in svinec), ki ne izvirajo nujno iz zemeljske skorje in mehanskih procesov, ampak tudi termodinamičnih ob zgorevanju fosilnih goriv. Ti se lahko v sekundarni fazi spajajo z drugimi elementi kot je svinec (Pb), ki lahko oksidira v svinčev oksid (PbO).
| Vir emisije | Značilni elementi                                                                                 |
| Cestni promet Motorni transport Obraba motorja Nadomestni katalizator Obraba pnevmatik Prah ob/na cestišču                                                                             | Br, Pb, Ba, Mn, Cl, Zn, V, Ni, Se, Sb, As Fe, Al Redki materiali Zn EC, Al, Si, K, Ca, Ti, Fe, Zn |
| Industrijski objekti Energetska postrojenja na nafto Zgorevanje premoga Rafinerije Talilnice neželeznih kovin Železarne ter jeklarne Tovarne proizvajajoče se mangana Rafinerije bakra | V, Ni Se, As, Cr, Co, Cu, Al, S, P, Ga V As, In, Cu, Zn Pb Mn Cu                                  |
| Manjši izgorevalni procesi Sežigalnice odpadkov Izgorevanje lesa Peka mesa na žaru | Zn, Sb, Cu, Cd, Hg, K, Pb Ca, Na, K, Fe, Br, Cl, Cu, Zn Na, Al, K, Sr, Ba, Cl                     |
| Obdelava mineralov/drugih materialov | Mg, Al, K, Sc, Fe, Mn                                                                             |
| Pršenje morske vode | Na, Cl, S, K                                                                                      |
| Resuspenzija delcev tal | Si, V, Cr, Ca, Ti, Sr, Al, Mn, Sc                                                                 |

#### Sekundarni anorganski ioni
Prašni delci se razlikujejo glede na primarno (direktno iz vira) in sekundarno formacijo. Sekundarna formacija se izvede v atmosferi na katero vplivajo že predhodno prisotni plini in s tem različne kemične reakcije ter drugi fizikalni procesi, kot so oksidacija žveplovega dioksida (SO2), dušikovih oksidov (NOx) in amonijaka (NH3), ki prevladujoče se izvirajo iz emisij fosilnih goriv (SO2, NOx) ter kmetijstva (NH3). Sulfat (SO4), nitrat (NO3) in amonij (NH4) so prevladujoče komponente sekundarnega anorganskega iona v prašnih delcih, ki se zaradi sočasne prisotnosti amonija v atmosferi, pojavijo kot amonijev sulfat ((NH4)2SO4) ter amonijev nitrat (NH4NO3) in izvirajo s pomočjo nevtralizacije žveplene kisline (H2SO4) ter dušikove kisline (HNO3) z amonijakom (NH3). Oksidacija (SO2) vedno rezultira v formaciji aerosolov (zaradi nizkega pritiska), medtem, ko so dušikovi oksidi (NOx) razdeljeni med plinasto fazo in fazo »trdnega« delca. Nevtralizacija žveplene kisline ponavadi prevlada nad nevtralizacijo dušikove kisline . 
Sekundarna formacija je odvisna od kemičnih reakcij s predhodno obstoječimi plini in koncentracijami oksidov v atmosferi ter od kemičnih in fizikalnih karakteristik obstoječih prašnih delcev s katerimi se potencialno lahko poveže v večji delec. Vremenske spremenljivke kot so temperatura zraka, vlaga, veter, pritisk in sončno sevanje pa lahko zavrejo ali pa pospešijo ta proces.
| Vir                                                 | Spojine                       |
| Reja živali                                         | NH3                           |
| Produkti atmosferske transformacije SO2, NOx in NH3 | H(+), SO4(2-), NO3(-), NH4(+) |
| Kotlovnica na premog in olje                        | SO4(2-), NH4(+)               |
| Sežigalnica                                         | NH4(+), NO3(-)SO4(2)          |
| Dim zaradi sežiganja lesa                           | Nitrat, sulfat, NH4           |
| Kurišča za peko mesa                                | Nitrat, sulfat                |

#### Ogljikove spojine
Delež ogljikovih spojin v delcih predstavljajo različne vrste organskih spojin, med katerimi sta najbolj pomembni: elementarni ogljik (EC) in organski ogljik (OC). Elementarni ogljik (tudi črni ogljik) je oblikovan med visokotemperaturnim izgorevanjem fosilnih goriv ter biomase in predstavlja inertni sledilni del primarnega (izgorevalnega) prašnega delca. Ogljik v obliki organskih spojin je lahko primarnega izvora (transport, industrija, obraba in suspenzija bioloških ostankov,..) in pa tudi sekundarnega (oksidacija hlapnih organskih spojin). Ogljikove spojine lahko predstavljajo tudi do 60% masnega deleža finih delcev v velikosti manjših od 2.5 µm, ki so prisotni v urbanem in obcestnem okolju ter od 10 do 20% masnega deleža delcev manjših od 10 µm . Vsebnost ogljikovih spojin zato spremlja tudi agencija Republike Slovenije za okolje, ki lahko na podlagi tega lažje določa sam izvir delcev in strategije kontrole tega dela emisij prašnih delcev.

#### Organska sestava
Organske spojine so izpuščene v zrak ob samem procesu predelave, izdelave, uporabe in obrabe velikega števila materialov ter produktov. V večini so lahko-hlapne ali pa polhlapne, kar pomeni, da se v stiku z atmosferskimi pogoji zelo hitro uparijo. 
Polhlapne organske spojine so v atmosferi lahko v obliki pare ali pa delca (trdnega, tekočega). Organske spojine vedno vsebujejo ogljik (v tem primeru izključujoč CO2, CO,..), skoraj vse pa tudi ogljiko-vodikovo (C-H) vez, predstavljajo pa lahko tudi do 30% mase PM2.5 in do 20% mase PM10. Ponavadi se nahajajo v notranjosti prašnega delca, v manjši meri pa tudi na površini.
Lahko hlapne snovi so lahko spojine, kot so propan, butan, formaldehidi, etanol idr., polhlapne pa klordan, DDT (pesticidi), benzojska kislina (konzervansi za živila, plastični izdelki,..), benzil butil ftalat (mehčalec polimerov-sestavni del fleksibilne plastike) in drugi. 
V Sloveniji in tudi drugod po svetu se posebno pozornost posveča nadzoru in omejevanju uporabe policikličnih aromatski oglijkovodikov (PAH), ki kot razred organskih spojin dokazano škodujejo zdravju in kot je v priporočilih Svetovne zdravstvene organizacije opisano  doprinesejo k razvoju rakavih celic v človeškem telesu. PAH spojine so sestavljene iz več aromatskih obročov s pomočjo frakcij oglijka in se oblikujejo v pogojih kjer je prisotnost kisika zelo majhna, kot na primer v samem ognjenem okvirju izgorevanja organskih materialov (fosilna goriva, les,..) kjer ob nepopolnem izgorevanju (prenizka temperatura,..) ne pride do razgrajevanja spojin v krajše in bolj enostavne. Te ob vremenskih spremenljivkah kondenzirajo in se formirajo v ali adsorbirajo na površino delca. Policiklični aromatski ogljikovodiki, ki so prepoznani kot nevarni za človeško življenje so: benzo(a)piren (tudi najbolj obravnavan), benzo(a)antracen, acenaften, acenaftilen, antracen, dibenzo(a,h)anthracene, fluoranten, naftalen, fenantren, piren in drugi.

#### Voda
Voda ima velik vpliv na oblikovanje delcev in s tem na njihovo velikost ter maso. Primaren fizični proces je kondenzacija in izparevanje vodne pare, ki se ob hidrofiličnih snoveh poveže z absorpcijo (molekule se volumsko povežejo z drugo snovjo delca) ali adsorpcijo (molekule se povežejo na površini delca). Hidrofobične snovi pa se ne povežejo z in se ne razstopijo v vodi. Če je v delcu prevladujoča se skupina hidrofiličnih molekul te lahko preprečijo, da bi se hidrofobične snovi ločile od vode zaradi oblikovanja močnih vodikovih vezi. Lahko pa hidrofobična snov vpliva na zmanjšanje vsebnosti vode in s tem mase delca. S povečevanjem relativne vlažnosti se povečuje tudi stopnja rasti velikosti in mase delca, ki je odvisna tudi od drugih faktorjev (velikost delca, pot, ki jo opravi v primerjavi z drugimi delci, vremenske spremenljivke). Ob 50% relativni vlažnosti je lahko delež vode pri celotni masi delca (NH4(SO4)2) kar 30% .

#### Kemična analiza
Kemično analizo se lahko izvede na večjem številu delcev ali pa samo ne enem, kjer se izvaja več različnih metod, ki se osredotočajo na manjšo površino (9 do 16 µm²). Metoda kemične analize temelječa na rentgenski flourescenčni analizi (XFR). Okoljski vrstični elektronski mikroskop (ESEM) in energetska disperzijska rentgenska analiza (EDX) temeljita na mikroskopskem slikanju skupine delcev in posameznega delca na filtru, katerega sočasno obravnavata tudi z visoko frekvenco rentgenskega štetja katerih spektrovni odboj se analizira in poveže z obstoječimi kemičnimi elementi.
Kemična sestava delcev se razlikuje glede same lokacije (izvora, izvajanja meritev), ki ima ponavadi svoje specične lastnosti, ki so povezane z različno industrijo ter delovanjem ljudi (v mestih), različnimi vrstami rastja (v ruralnih predelih) in vremenskimi pogoji.

#### Izvor delcev
Prašni delci se v osnovi delijo glede na naravni ter antropogeni izvor. Antropogeni izvor na globalni ravni predstavlja zgolj 19% delež vseh delcev v ozračju, ostalih 81% pripada naravnim izvorom . 
Največji naravni izvori emisij prašnih delcev so območja: puščava Sahara, puščava Taklamakan, Arabski polotok in zahodni del Avstralije. Največji antropogeni izvori pa so na območju: Indije, Kitajske, Severne Amerike in Evrope.
Zelo sušna in sušna območja so tista, ki največ prispevajo k emisijam s strani naravnih virov in delno sušna, sušna, subhumidna in humidna območja s strani antropogenih.

##### Naravni izvori
Največje koncentracije naravnega izvora se nahajajo na območjih kjer je suho podnebje in primerna geologija zemeljske skorje (izsušena tla polna drobnega peska ali zemlje) kot so: puščava, plaže, večje odprte površine zemlje kjer ob pravih vremenskih pogojih (veter) pride do resuspenzije delcev v zrak. Obmorske geografske lokacije imajo prisotnost morske soli, ki nastane zaradi stratifikacije (razslojevanje različnih kompozicij vode ob različnih temperaturah) in dviganjem, prenašanjem in sedimentacijo le teh na obalna območja (mesta, države), ki pa se ob intenzivnih podnebnih pogojih (veter) lahko prenaša tudi v notranjost celin. Veča pa se tudi intenziteta dinamike že obstoječih naravnih podnebnih pogojev, ki ob akumulativnem prispevku človeka k podnebnim spremembam doprinese k požarom v divjini.

##### Antropogeni izvori
Največje koncentracije delcev antropogenega izvora se nahajajo v urbanih središčih, kjer živi tudi večina industrializiranega sveta, ki je zaslužena za največji delež zgodovinskih izpustov, poleg v zadnjih desetletjih vzpenjajočih se velikih držav (Kitajska in Indija).
Kot je razvidno se delež antropogenih virov v mestih regionalno razlikuje, na globalni ravni pa je povprečje PM2.5:
- Promet: 25 %
- Domače kurjenje goriv (les, premog, plin za kuhanje in ogrevanje): 22 %
- Industrijske dejavnosti (zgorevanje nafte, premoga v energetskih postrojenjih, emisije s strani industrij kot so: petrokemična, metalurška, keramična, farmacevtska, informacijsko-tehnološka,..): 15 %
- Nedoločeni viri človeškega izvora (agrikulturna dejavnost, odpadki, sprememba namembnosti gozdnih in drugih površin,..): 22 %
- Naravni viri (delci zemlje, soli): 18 %

###### Slovenija
Glavni viri primarnih in sekundarnih delcev PM2.5 ter PM10 v Sloveniji (v letu 2016) so bila individualna kurišča na les (sektor rabe goriv v gospodinjstvih in storitvenem sektorju) in dizlovi motorji na notranje izgorevanje (sektor cestnega prometa), ki so skupaj predstavljala do 85% vseh virov. Podatki so bili pridobljeni s strani agencije Republike Slovenije za okolje (ARSO).

###### Evropska unija
V Evropski Uniji je največji onesnaževalec z žveplovimi oksidi (SOx)  »proizvodnja elektrike in toplote«, dušikovimi oksidi (NOx) »cestni promet«, prašnimi delci (PM2.5 ter PM10) »gospodinjski, storitveni in institucionalni sektor«, kar je v skladu s slovenskimi razmerami.
Letne koncentracije prašnih delcev (PM2.5 in PM10) so najvišje v predelih Evrope kjer je večja urbanizacija (koncentracija ljudi) in prisotnost industrije, večje rabe primarnih energentov v obliki lesa ali pa fosilnih goriv za proizvajanje elektrike ter toplote. Pomembni pa so tudi geografski in vremenski pogoji, ki ne nudijo zmožnosti razpihovanja delcev in drugih onesnaževal zaradi gorovja na eni in nižine na drugi strani kot je primer stabilne atmosfere (pozimi je prisotna toplotna inverzija) v severni Italija, ki ima vpliv tudi na Slovenijo .

### Dinamika prašnih delcev v povezavi z vremenskimi spremenljivkami

#### Dinamika enega prašnega delca
Gibanje enega prašnega delca predstavlja molekula snovi, ki potuje skozi zrak v ravni liniji dokler ta ne trči ob drugo molekulo in spremeni smer ter svojo hitrost, do naslednjega trka in tako naprej. Molekule se lahko združujejo med sabo v procesu nukleacije ali pa trčijo ob delec, ki je mnogo večji od njih in združijo. 
Na delec deluje sila upora (Fupor), ki je odvisna od lastnosti tekočine (hitrost, tlak, viskoznost) v kateri se delec giblje ter samih lastnosti gibanja delca (tudi oblike) in je definirana s pomočjo »Stokesovega zakona«. Sila upora je prisotna, ko ima delec drugačno hitrost od hitrosti tekočine (plina) v kateri se nahaja, ta pa je odvisna tudi od eksternih sil kot so sila gravitacije (Fg), ki je odvisna od mase delca. V primeru čistilnih naprav pa je prisotna tudi elektrostatična sila (Fes), ki pa je odvisna od električnega naboja delca.
Gibanje molekul (trki ob delec) je zaradi difuzije in vremenskih spremenljivk naključno, z različnimi vrstami intezitete in se ga da na mikroravni opisati z »Brownovim gibanjem«, ki upošteva maso delca ter naključni prekinjajoči se pospešek odvisen od trkov z drugimi delci ali molekulami.
Delci pa lahko, zaradi turbulentnega toka tekočine (hidrodinamičnih sil), sile gravitacije (pri večjih delcih), sile upora (površin) in drugih eksternih sil (vremenskih spremenljivk), sedimentirajo in s tem zmanjšajo svojo številčno in masno koncentracijo.

#### Prenos snovi ter oblikovanje delcev s procesom nukleacije in koagulacije
Začetek formiranja delcev imenujemo proces nukleacije, ki se lahko pojavi s kristalizacijo tekoče faze molekul v trdno, s tekoče faze v plinasto (uparevanje) in plinaste faze (elementov onesnaževala ter vode) v tekočo (kapljice) ali trdno (kristalizirani delci). Rast nukleacije se odvija, ko energija molekularnega toka na samo površino preseže molekularni tok iz same površine drugih molekul ali delcev. 
Prenasičeno ali visokonasičeno stanje molekul (kemični potencial molekule v visokonasičenem stanju) v plinastem stanju, ki je podvrženo spremembam v temperaturi in tlaku (ohlajevanje-kondenzacija ali izparevanje), spremembam v sami kemični kompoziciji (stik z drugimi elementi) in s tem kemičnimi reakcijami (oksidacija), lahko spremeni samo agregatno stanje in s tem dinamiko privlačnih (kohezijskih) sil med molekulami in atomi. Te sile vključujejo »Van der Wallsove«, kovalentne, ionske in druge kemično-elektronske vezi. 
Nenasičena ali nasičena para postane prenasičena z različnimi termodinamskimi procesi, kot so izotermična kompresija, izobarično ohlajanje in adiabatična ekspanzija. Procesu oblikovanja molekul v prenasičenem stanju, pravimo tudi homogena nukleacija v večjo skupino, ki je sestavljena iz samo ene vrste molekul. Druge vrste nukleacijskih procesov:
- Homogena-homomolekularna: lastna nukleacija iste vrste molekul. Ne vsebuje drugih vrst (atomov) molekul ali površin.
- Homogena-heteromolekularna: lastna nukleacija dveh ali več vrst molekul. Ne vsebuje drugih vrst (atomov) molekul ali površin.
- Heterogena-homomolekularna: nukleacija iste vrste molekul na drugi vrsti snovi.
- Heterogena-heteromolekularna: nukleacija dveh ali več vrst molekul na drugi vrsti snovi.

Ti delci so v velikostnem razredu nukleacijske ali aitkenove oblike in sicer od 0.01 do 0.1µm ter imajo zaradi hitrih procesov in dinamike ter združevanja se z večjimi delci, tudi kratko življenjsko dobo (nekaj minut do nekaj ur).
Nukleacijska oblika prašnega delca se lahko oblikuje in združuje tudi z drugimi nukleacijskimi (homogene ali heterogene vrste) ali pa tudi večjimi oblikami prašnih delcev s procesom koagulacije v akumulacijsko velikost delcev (0.01µm do 3µm), ki imajo tudi več tedensko atmosfersko življenjsko dobo. Lahko pa se oblikuje s kondenzacijo sestavin v stanju pare na že obstoječe delce.
Prenos snovi in oblikovanje delcev se v atmosferi primarno izvaja s kondenzacijo in izparevanjem vodne pare. Kondenzacija (ali izparevanje) poteka zaradi tlačne razlike med zunanjo paro ter paro na površini delca. Stopnja rasti je odvisna od relativne vlažnosti, velikosti delca in relativne velikosti delcev v primerjavi s povprečno razdaljo gibajočih se delcev med zaporednimi trki, ki spreminjajo smer, energijo ali druge lastnosti delcev ter od prisotnosti drugih visokonasičenih snovi.
Reakcija žveplovega dioksida (SO2) z vodo tvori žveplasto kislino (H2SO3) ta pa v atmosferi reagira s kisikom in tvori žvepleno kislino (H2SO4). Žveplena kislina je poleg organskih spojin ena od najbolj zaslužnih spojin za oblikovanjem novih delcev v atmosferi. Žveplena kislina ima nizek parni tlak, kar pomeni, da lahko hitreje kondenzira in zato igra vlogo predhodnega plina pri oblikovanju prašnih delcev.
Dokazana je korelacija med izmerjeno koncentracijo žveplene kisline (H2SO4) ter številčno koncentracijo delcev v velikosti od 3 do 6 nm (nukleacijska velikost), ki predstavlja sam začetek oblikovanja delcev. Kljub izključevanju rastnih mehanizmov je razvidno, da žveplena kislina predstavlja večji delež zaslužen za oblikovanje delcev, ne pa celotnega, ki je razdeljen še med druge spojine (organske spojine ter sekundarni ioni kot je amonijak) ter odvisen od vremenskih spremenljivk. Nukleacija je v takem primeru heterogena-homomolekularna.

#### Dinamika prašnih delcev v povezavi z vremenskimi spremenljivkami
Koncentracija (dinamika) delcev je odvisna tudi od vremenskih spremenljivk v spodnjem delu atmosfere – troposferi, kjer se odvijajo globalni ter regionalni vremenski pojavi kot so: različne vrste zračnih mas, ki vplivajo na formiranje vremenskih front in s tem na ciklone, anti-ciklone in druge vrste vremenskih pojavov. Ti pojavi vplivajo na dinamiko v  spodnjemu delu troposfere - atmosferski mejni plasti, ki se nahaja od 1 do 2km nad zemeljskim površjem. V tej mejni plasti se odvijajo tudi lokalni vremenski pojavi z vremenskimi spremenljivkami, izmed katerih so za samo dinamiko prašnih delcev najbolj pomembne: temperatura zraka, vlažnost zraka, hitrost vetra ter globalno sončno sevanje.

##### Temperatura zraka
Temperatura zraka je odvisna od sončnega sevanja v obliki elektromagnetnega valovanja, ki preide atmosfero in vzpostavi stik z zemeljskim površjem katero del sončne svetlobe absorbira, del pa odbije nazaj v atmosfero oziroma vesolje. Absorbirano sončno sevanje segreje zemeljsko površino, ki z nižjo frekvenco elektromagnetnega valovanja odseva toploto nazaj proti površju in v atmosfero ter vesolje. V atmosferi se toplota zadržuje zaradi absorpcije v vodni pari, ogljikovem dioksidu in ostalih plinih, ki ustvarjajo učinek tople grede in segrevajo ozračje ter s tem dvigajo samo temperaturo. Temperatura se v atmosferi spreminja z geografsko lokacijo ter višino in je v lokalni ter globalni troposferi odvisna od konvekcijskega gibanja, ki je podnevi bolj pomembno od gibanja vetra, s prehajanjem v noč pa se omenjeno razmerje spremeni in gibanje vetra ob površini ter s tem vzbujene turbulence prevlada nad konvekcijskim. Konvekcijsko gibanje se odvija v konvekcijski mejni plasti, ki je spodnja meja troposfere katere višina se lahko razteza od nekaj sto metrov pa do nekaj kilometrov. V tej mejni plasti se, zaradi nehomogenosti zemeljske topografije in posledične razlike v odsevanju zgoraj omenjene toplote, odvijajo konvekcijski prenosi toplote, ki temeljijo na prenosu toplote zaradi gibanja molekul v plinasti ali tekoči fazi.
Temperatura je najvišja ob površini zemlje ter se z višino spreminja. Z večjo višino se zmanjšuje zračni pritisk ter gostota zračne mase, ki posledično zmanjša tudi samo temperaturo ozračja in s tem vpliva na koncentracijo delcev, ki se večinoma zadržujejo v atmosferski mejni plasti. To je podobno procesu toplotne inverzije, ki nastane ob nižji temperaturi zraka nad samo površino zemlje kot pa je temperatura le tega nad to tanko plastjo. V tem primeru se onesnaževala ne zmorejo dvigniti in razpršiti, kar v poletnih mesecih lahko povzroči smog, med zimskimi pa tudi zadrževanje prašnih delcev.
Prisotnost največjih koncentracij prašnih delcev je pozimi ob nizkih temperaturah od -10 ºC pa vse do 10 ºC, kjer je ponavadi prisotna toplotna inverzija. V preostalem delu leta pa tudi ob višjih temperaturah v odsotnosti oblakov ter prisotnosti stabilnih atmosferskih pogojev, v primeru velike razlike med največjo ter najmanjšo izmerjeno dnevno temperaturo in ob prisotnosti nizke višine atmosferske mejne plasti. 

##### Hitrost vetra
Stanje konvekcijske mejne plasti ter s tem prenašanje toplote pa temelji tudi na dinamiki vetra, ki se v atmosferi spreminja z višino in povzroča, skupaj s konvekcijo, horizontalno ter vertikalno mešanje zraka s pomočjo nastalih turbulenc, ki vplivajo na samo hitrost vetra. Ta je odvisna od aerodinamičnega upora, ki je ob zemeljskem površju tako velik, da je hitrost vetra zelo majhna (lahko tudi 0 m/s), z višino pa se zmanjšuje ter ob odsotnosti večjih topografskih preprek (mesta, hribovja) ohranja večjo konstanto hitrost in s tem vpliva na razpršitev prašnih delcev ter drugih onesnaževal.
Prisotnost največjih koncentracij prašnih delcev je ob manjših hitrostih vetra (manj kot 5 m/s). Medtem, ko primer korelacije hitrosti vetra in relativne vlažnosti v povezavi z masnimi koncentracijami prašnih delcev v pol-sušnih območjih temu nasprotuje saj je večja hitrost vetra zaslužena tudi za resuspenzijo delcev s tal, a prejšnja trditev vseeno drži zaradi fizikalnega dejstva, da večja hitrost vetra pomaga pri razpršitvi delcev v različne horizontalne ter vertikalne prostorske dimenzije, ki pa je vseeno v neizolirani obliki odvisna od mnogih drugih faktorjev, ki lahko spremenijo zgornjo trditev.
Ob sami hitrosti vetra je pomembna tudi smer vetra. Ta ima lahko korelacijo z visokimi masnimi koncentracijami prašnih delcev zaradi velik vpliva onesnaževanja geografskih območji in človeških aktivnosti, ki se nahajajo v tisti smeri (velika kmetijska ali pa industrijska območja, požari,..).

##### Vlažnost zraka
Vlažnost zraka je oznaka za količino vodne pare prisotne v zraku in lahko nakazuje na možnost dežja, oblakov, megle in drugih vremenskih pojavov. Vodna para na zemlji primarno izvira iz povišanja temperature nekega geografskega območja in sočasnega izparevanja morja, drugih vodnih teles v različnih agregatnih stanjih (ledeniki, jezera) ter rastja in zemlje, ki vsebuje delce vode. Na vlažnost zraka določene geografske lokacije vpliva, poleg intenzivnosti sončnega sevanja in s tem temperature, tudi veter.
Visoka vlažnost lahko nakazuje na padavine in stopnjo le teh, ki z zajemanjem delcev ter procesom sedimantacije zmanjšujejo koncentracijo prašnih delcev v ozračju. Zmanjševanje koncentracije pa je odvisno od geografije, splošnega podnebja, ki ima lahko že samo po sebi nižjo raven vlažnosti (od 20 do 60% pri polsušnem podnebju) ter dviga ali spuščanja atmosferske mejne plasti ter s tem višanja ali nižanja relativne vlažnosti , kjer se s prisotnostjo višje vlažnosti v zraku (+ 60%) v nekaterih podnebnih ter višinskih pasovih lahko viša tudi sama koncentracija prašnih delcev. Raziskava  Pri korelaciji med vlažnostjo (v različnih sezonskih obdobjih) ter masnimi koncentracijami prašnih delcev je tako lahko precej velika tudi negotovost, ker imajo velik vpliv tudi druge vremenske spremenljivke ter geografska območja in človeška aktivnost, ki lahko vplivajo na dinamiko gibanja prašnih delcev. Zaradi teh negotovosti je pomembno izračunati tudi korelacijo med večjim številom različnih vremenskih spremenljivk ter masnimi koncentracijami na različnih geografskih območjih skozi čas.

##### Povezovanje vremenskih spremenljivk
Vzpostavljanje individualnih korelacij med koncentracijo prašnih delcev ter posameznimi vremenskimi spremenljivkami ni zadostno, lahko tudi zavajujoče in je zaradi kompleksnosti vremenskih pojavov (pred in med samim merjenjem), topografije ter velikosti, hrapavosti površine in kemične sestave prašnega delca ter prisotnosti drugih komponent v zraku le te potrebno obravnavati s celostne perspektive.
Raziskava korelacije hitrosti vetra in relativne vlažnosti v povezavi z masnimi koncentracijami prašnih delcev v pol-sušnih območjih tako opisuje dinamiko ob manjših peščenih nevihtnih vremenskih pojavih.V prvem primeru polsušnega celinskega podnebja, ob dokaj konstantnih temperaturah ter primeru tlakovane kot netlakovane ceste, prikazuje, da je ob hitrostih vetra nad 4 m/s ter nizki relativni vlažnosti (<25%) opaziti večanje masne koncentracije večjih delcev (PM10), kar se pripisuje adsorpciji vode na suhe delce ter s tem prevladujočimi strižnimi napetostmi nad kohezijskimi silami med delci, ki so večje pri višji relativni vlažnosti (>25%). Ta bi s tem lahko naznanila zmanjšanje same zmožnosti resuspenzije delcev s tal (erozija tal). V drugem primeru polsušnega celinskega podnebja pa je razvidno, da se masna koncentracija delcev PM10 poveča ob hitrosti vetra nad 6 m/s ter relativni vlažnosti v območju nad 30% do 60 %.
Zaradi razpršenih rezultatov analize je torej ugotovljeno, da obstaja med masno koncentracijo delcev nelinearna odvisnost s povprečno hitrostjo vetra ter relativno vlažnostjo, ki nakazuje na to, da je za boljše razumevanje dinamike potrebno upoštevati še večje število dejavnikov kot so: samo dinamično spreminjanje hitrosti ter smeri vetra (sunki vetra), spreminjanje temperature, značilnosti terena in obliko površine ter kemijsko sestavo prašnega delca, ki lahko spreminja značilnosti adsorpcije vodne pare na sam delec.
Raziskava opisuje dinamiko med temperaturo, relativno vlažnostjo in kemično sestavo prašnih delcev, ki se razlikuje tudi z različnimi geografskimi lokacijami v Združenih državah Amerike ter njihovimi specifičnimi lastnostmi, ki lahko vplivajo na koncentracijo prašnih delcev. V večini različnih delov ZDA je bila zaznana pozitivna korelacija med dvigom temperature ter koncentracijami organskega ter elementarnega ogljika in sulfata, ki je produkt hitrejše oksidacije žveplovega dioksida. Negativna, razen severa in jugozahoda ZDA, pa z nitratom, ki jo pojasnujejo z večjim izparevanjem nitrata iz faze delcev v plinasto fazo ob povišanih temperaturah. Korelacija med povečano vlažnostjo ter sulfatom in nitratom je pozitivna, saj žveplov dioksid lažje oksidira v oblakih, formiranje amonijevega nitrata pa je v sami odvisnosti od relativne vlažnosti. Nevtralna ali pa negativna pa pri organskem ter elementarnem ogljiku, ki imata negativno korelacijo v jugovzhodu ter zahodu ZDA, kjer je prisotna nizka relativna vlažnost v povezavi s sušami ter posledično požari, ki so sami velik vir ogljikovih aerosolov ali pa ob obalnih območjih, kjer je pa nasprotno prisotna zelo visoka vlažnost, ki je povezana s konstantnim dotokom čistega morskega zraka, kar preprečuje začetno formiranje organskih ogljikovih aerosolov v tekoči fazi.

##### Vpliv prašnih delcev na podnebne spremembe
Učinek prašnih delcev je, v primerjavi s toplogrednimi plini, na podnebne spremembe in planetarne meje precej majhen. Zaradi kratke življenjske dobe imajo prašni delci večji vpliv na lokalno podnebje. Pod direktni vpliv se štejeta razprševanje in absorbcija sončnega sevanja, ki spreminjata zemeljsko sevalno ravnotežje. Razprševanje povečuje odbojnost planeta in s tem le tega ohlaja, medtem, ko absorbcija učinkuje ravno nasprotno in segreva atmosfero. Razmerje med učinkom ohlajanja in segrevanja je odvisno od kemične sestave aerosolov ter okoljskih pogojev, vseeno pa aerosoli antropogenega izvora planet ohlajajo. Sončno sevanje, ki doseže zgornji sloj atmosfere je 342 W/m2, od tega vse do površja 67 W/m2 absorbira in 77 W/m2 odbije atmosfera ter kemične komponente in njihov doprinos k zemeljskemu sevalnemu ravnotežju.
Pod indirektni vpliv se šteje oblikovanje novih kapljic (tudi ledu) v oblakih s pomočjo kondenzacije okoli prašnih delcev, ki povečajo samo odbojnost oblaka in ohlajanje podnebnega sistema. Nezanemarljiv vpliv imajo tudi na povečanje (v nekaterih primerih tudi na zmanjšanje) zmožnosti padavin z oblakov.

##### Atmosferski transportni ali razpršitveni modeli
Razpršitveni modeli, ki spadajo pod širšo skupino modelov za izračun koncentracij zračnega onesnaževanja, dobijo uporabno vrednost pri programih nadzora koncentracij in reguliranja izpustov prašnih delcev. Idealni model bi vključeval vse karakteristike obstoječih zračnih onesnaževal, njihovega izvora, dinamike z meteorološkimi spremenljivkami v atmosferi ob poljubnem času ter na poljubni lokaciji. Takšen model ne obstaja, zato se je potrebno zadovoljiti z manj zanesljivimi praktično-eksperimentalnimi ter matematičnimi približki realnega stanja.
Najbolj enostaven je model zaboja, ki temelji na območju (mesto, primestje, ruralno območje,..) v obliki pravokotnika s pripadajočo se širino, dolžino ter višino, ki predstavlja atmosfero kjer so poenostavljeni pogoji takšni, da se onesnaževala popolnoma zmešajo in so enake koncentracije v katerikoli točki tega volumna. Modelu zaboja vsebuje tudi konstantno hitrost in smer vetra. Ta predstavlja povprečno hitrost in smer skozi celotno višino. Koncentracije onesnaževal, ki s pomočjo vetra prehajajo v mesto so konstantne. Konstantna pa je tudi stopnja onesnaženosti, ki izvira iz samega mesta.

###### Gaussov razpršitveni model
Je najbolj pogosto uporabljen, ki temelji na opisu trodimenzionalnega polja koncentracij onesnaževala izvirajočega se iz ene točke oz. enega vira ob meteoroloških in emisijskih pogojih, ki jih je pri končnem izračunu potrebno upoštevati skupaj z znanimi fizikalnimi zakoni (različne vrste difuzije, kondenzacija, koagulacija,..). Koordinatni sistem je postavljen in fiksiran v spodnjem centru izvora onesnaževanja, v tem primeru dimnika energetskega postrojenja, kar predstavlja temelj Eulerjevega matematičnega modela. Os X je postavljena v smeri horizontalno usmerjenega vetra in s tem glavni smeri razpršitve onesnaženega zraka, ki pa se med drugim razprši tudi v Y ter z smeri postavljenih osi. Na začetku se zaradi hitrosti in temperaturne razlike onesnaževala ter atmosfere onesnažen zrak dvigne v smeri Z, kasneje pa zaradi pogojev atmosfere, ki jih lahko z naprednimi numeričnimi metodami približamo realnemu stanju, razprši tudi v druge smeri. Obstaja pa tudi Langragov matematični model kateri ima gibajoči se koordinatni sistem postavljen v določeno točko onesnaženega zraka, ki spreminja svojo lokacijo glede na samo gibanje zraka zaradi pogojev atmosfere. Oba pristopa imata svoje specifične, pozitivne, lastnosti.

###### Večcelični model zaboja
Vsebuje oba predhodno omenjena modela, kjer je nad območjem interesa postavljenih več posameznih celic v katerih prevladujejo drugačni pogoji atmosfere, koncentracije onesnaževala ter njihovega razvoja, ki so lahko izven celičnega izvora. Metodo v spodnjem delu večceličnega zaboja dopolnjujejo Gaussovi rapršitveni modeli, ki so locirani na samih virih onesnaževanja. Ker pa v realnosti ni mogoče označiti ter nadzirati vsakega posameznega vira onesnaževanja, se ta del metode dopolnjuje z nadziranjem koncentracij onesnaževala na različnih merilnih mestih. Ti delujejo kot sprejemniki emisij, ki poleg atmosferskih pogojev, intenzivnosti koncentracij, sočasno izvajajo tudi kemično analizo onesnaževala preko katere je lažje določiti sam izvor, gibanje in razvoj.
Nekateri novodobni računalniški modeli ter njihovi algoritmi še vedno temeljijo ali pa vsaj delno vključujejo zgoraj omenjene modele. Ti kljub poenostavljenim matematičnim formulam, katere omejujejo vključevanje vpliva topografije okolja, aerodinamičnosti stavb ter dreves, spreminjanje hitrosti in smeri vetra (turbulenca, stabilnost atmosfere,..), sončnega sevanja in kemičnih reakcij, še vedno predstavljajo pomemben delež matematičnega prispevka pri samem modeliranju.

###### Drugi računalniški modeli
Poleg atmosferskih razpršitvenih modelov so trenutno najbolj uporabljeni računalniški modeli koncentracij: »geostatistic interpolation«,  »remote sensing retrieval«, in »radial basis function (RBF) neural network«..
»RBF neural network« temelji na strojnem učenju večplastnih vozlišč, ki so povezane med seboj in potrebujejo začetne predpostavke porazdelitve (Gaussova funkcija) matematičnih spremenljivk kot so: lokacija merilnikov koncentracij prašnih delcev, same koncentracije prašnih delcev, vremenske spremenljivke (vlaga, hitrost vetra,..) dolžina cestišč, razdalje od cestišč, vrste rabe zemljišč in gostota prebivalstva. V drugem koraku (skriti plasti) se izvajajo različne kombinacije možnih spremenljivk katerih število se lahko samodejno poveča zaradi vedno večjega števila vnešenih informacij ter obsežnejšega vnašanja začetnih spremenljivk (t.i. strojno učenje). V zadnjem koraku (izhodni plasti) se pridobi rezultat, ki je odvisen od linearno obteženih kombinacij vozlišč v drugi plasti in s tem rezultat željenih simulacij predhodno določenih željenih pogojev (vnešenih spremenljivk), ki se izboljšuje z vedno večjim vnašanjem informacij in možnih spremenljivk v prvem koraku.

### Metode izvajanja meritev številčne ter masne koncentracije prašnih delcev
Zgodovina razvoja področja zaznavanja, opazovanja, merjenja in regulacije onesnaževanja zraka je v tesni odvisnosti od razvoja merilnih metod in naprav za izvajanje dejanskih meritev. Te pa sa odvisne od splošnega razvoja naravoslovne znanosti (fizike, kemije, medicine,..) in tehnološkega napredka različnih obdobij. Zgodovino izvajanja meritev se deli na tri pomembna obdobja.. Predklasična doba se je začela okoli 18. stoletja in z letom 1840 naznanila razvoj prvih naprav z namenom opazovanja formacije delcev vode v oblakih pod nadzarovanimi pogoji laboratorija ter s tem pospešenega razvoja teorije, ki je predvidevala obstoj delcev v zraku. V tem obdobju so bile te teorije tudi potrjene in pomagale pri razvoju naprav kot so: tyndalometer, nephelometer, ultramikroskop, optični opazovalec številčne koncentracije delcev, termičnega in elektrostatičnega seperatorja ter drugih. Klasična doba, kjer se je zaradi očitnega industrijskega onesnaževanja pojavil prvič tudi termin »aerosol«, se je pričela z začetkom 20. stoletja in trajala vse do leta 1960. V tem obdobju so se razvile prve merilne naprave, temlječe se na metodah kot so napredno termično ločevanje delcev, kaskadni impaktorji, optični merilniki števila delcev in zbiranje delcev na filtrih, skozi katere se je črpalo zunanji zrak in posledičnem tehtanju le teh. S tem so bili postavljeni tudi prvi temelji gravimetrične metode opisane v nadaljevanju tega podpoglavja. Ta je na začetku zajemala in upoštevala zgolj večje delce od 1µm, kasneje pa z ugotovitvami na področju medicine, kjer so ugotovili pomen manjših delcev, ki lahko lažje preidejo v notranjost človeških organov, začela razvijati v smeri zajemanja in obravnavanja z mikroskopom, tudi manjših (ultrafinih) delcev. Zaradi tehnološkega in analitičnega napredka se je od klasičnega obdobja naprej, naredilo zelo velik napredek pri izboljšavah predhodno omenjenih merilnih metod.
Danes poznamo večje število različnih merilnih metod, ki merijo različne lastnosti prašnih delcev, med katerimi so najbolj pomembne in pogosto uporabljene:
- masna koncentracija z gravimetrično merilno metodo [36]
- številčna koncentracija z optično metodo štetja delcev [37]
- distribucija velikosti z električno spektrometrijo mobilnosti [11]
- kemična sestava prašnih delcev z energetsko rentgensko analizo [38]

Gravimetrična merila metoda, ki je primerna za izvajanje meritev masne koncentracije prašnih delcev, je bila do pojava cenejših in bolj uporabnih različic optičnih merilnikov tudi najbolj pogosto uporabljena, na njej sloni tudi večji del do zdaj znanih vzpostavljenih standardov ter zakonodaje in ima svoje pozitivne lastnosti. Optična metoda štetja delcev se sicer izvaja tudi za ugotavljanje distribucije velikosti, ki pa je pogosto analizirana tudi s strani metod kot je na primer: električna spektrometrija mobilnosti.

#### Gravimetrična metoda za analizo masne koncentracije prašnih delcev
Gravimetrična metoda je ena od najbolj uporabljenih skozi zgodovino izvajanja meritev in v nekaterih primerih tudi danes. Primerna je za izvajanje meritev masnih koncentracij, ki se izvajajo s tehtanjem filtrov skozi katere, pod standardnimi pogoji delovanja naprave (čas menjave filtra, konstantni pretok zraka, pritisk ter temperatura in vlaga pri shranjevanju filtrov), potuje obravnavani zrak. Uporabljeni filtri, ki so narejeni iz steklenih ali kremenovih vlaken ter/ali polytetrafluoroethylena (PTFE), so shranjeni v delu naprave do samega transporta in začetka izvajanja meritev v zato namenjeni sobi, ki je pravtako pod standardiziranimi pogoji. Z gravimetrično metodo se ponavadi obravnava prašne delce vseh možnih oblik (nukleacijska, akumulacijska, groba frakcija), ki so v velikosti od vsaj 0.3 (standardi filtra) do 2.5µm (PM2,5) in od 0.3 (standardi filtra) do 10µm (PM10) in s tem prilagojeni standardom čistega zraka omenjenih v zadnjem podpoglavju teoretičnega dela namenjenega reguliranju onesnaževanja. S pomočjo vhodnega kanala in trkalnika v sami napravi je poskrbljeno za primerno obravnavano velikost delcev.
Metoda izvajanja meritev masnih koncentracij je precej enostavna, kljub temu, da je potrebno upoštevati veliko število spremenljivk pri samem procesu izvajanja meritev (kalibracija vseh potrebnih naprav in prostora, merjenje, shranjevanje in tehtanje filtrov pod standardnimi pogoji), ki lahko vplivajo na merilno negotovost. Filtre so lahko uporabljeni tudi za izvajanje meritev kemične sestave prašnih delcev. Metoda ima poleg omenjenih pozitivnih lastnosti tudi svoje pomanjkljivosti, med katerimi sta največji povezani z omejitvijo analize na masno koncentracijo, ki za nadaljnjo in bolj razširjeno analizo potrebuje druge tehnike (elektronska mikroskopija) ter oskrbovanjem naprave s filtri in analizo le teh, kar lahko zahteva redno fizično prisotnost človeka.

#### Optična metoda sipanja delcev
Optična metoda štetja delcev temelji na fizikalnemu dejstvu, da obsvetljeni delci razpršijo svetlobo pod različnimi koti, z različnimi intenzivnostmi katere lahko zazna in uporabi za analizo njihove velikosti, števila in drugih karakteristik (mase, kemične sestave,..). Elektromagnetno valovanje svetlobe ob interakciji z molekularno sestavo delca rezultira v razpršitvi svetlobe, ki je plod lomljenja, odbitja, absorbcije ali upogiba same svetlobe. Manjši delci razpršijo svetlobo bolj intenzivno in pod manjšim kotom kot večji delci.
Intenzivnost razpršene svetlobe je odvisna od njene valovne dolžine, relativnega lomnega količnika, kota odboja ter velikosti delca.
Kot odboja ter valovna dolžina sta odvisni od uporabljenega vira svetlobe, leč s katerimi lahko zajema več kotov svetlobe (bolj natančno merjenje velikosti) ter merilnika. Relativni lomni količnik, ki je odvisen od sestave delca, pa je za določena okolja (urbano, primestno,..) lahko predpostavljen, če že ne izvaja samih kemičnih analiz katerih merilniki so specifični. Predpostavlja pa se tudi, da je delec oblike krogle (aerodinamični premer delca). Tako se lahko s pomočjo izmerjene intenzivnosti razpršene svetlobe ob preostalih znanih veličinah pridobi informacije o velikosti delca. Meri lahko različne velikosti katerih razpon je odvisen od zmogljivosti ter nastavitev spektrometra.
Merjenje števila delcev se lahko izvaja istočasno z merjenjem intenzitete odbite svetlobe in je odvisno od volumna vzorca, ki je nadalje odvisen od območja vzorčenja (efektivnega premera laserskega žarka, globine polja merjenja), hitrosti pretoka zraka skozi napravo ter časa vzorčenja. Naprave so narejene tako, da je pretok zraka skozi napravo konstanten in je neodvisen od zunanjega zraka in njegovih okoliščin.
Kljub temu, da je lahko v napravi več leč s katerimi zajema več kotov svetlobe ter s tem bolj točno določa velikosti delcev, ima metoda svoje pomanjkljivosti pri izvajanju meritev velikosti iz katerih izhaja tudi merilna negotovost. Te se dotikajo predpostavljanju lomnega količnika ter oblike krogle, ki lahko ob različnih sestavah ter oblikah prašnih delcev prikaže manjšo ali večjo intenzivnost odboja svetlobe ter s tem velikost delca. Pri izvajanju meritev števila delcev pa je ta pomanjkljivost v nihajočem se pretoku zraka skozi napravo.

#### Električna spektometrija mobilnosti za analizo distribucije velikosti koncentracije prašnih delcev
Električna spektometrija mobilnosti (FMPS) velikosti prašnih delcev je poleg optičnih merilnikov ena od najbolj uporabljenih merilnih metod  za izvajanje analize distribucije
velikosti prašnih delcev. Metoda temelji na električnem potencialu delcev, ki potujejo v konstantnem toku zraka čez difuzijski napajalnik, ki je zaslužen za pozitivno nabitost delcev s pomočjo ustvarjanja in širjenja ionov v atomih materiala delcev (spreminjanje nevtralnega stanja protonov in elektronov v atomu) med dvema koncentričnima valjema in nazadnje čez večje število elektrometrov, ki so namenjeni pokrivanju različnih velikosti prašnih delcev. Pozitivno nabiti delci se s pomočjo vsebujoče se električne mobilnosti in visoke napetosti med valjema porazporedijo iz vstopne k izstopni strani (po velikosti), kjer so prisotni elektrometri. Elektrometri so uporabljeni za merjenje električne mobilnosti delca (prenos naboja z ioni na delec) s pomočjo katerih lahko izračuna velikost delca in nazadnje samo distribucijo velikosti koncentracije večjega števila prašnih delcev.

#### Energetska rentgenska analiza kemične sestave prašnih delcev
Rentgenska flourescenčna analiza (XRF) je ena od najbolj pogostih metod za izvajanje kemijske analize večjega števila elementov prašnih delcev pri kateri se uporablja fotone (rentgenske žarke) elektromagnetnega sevanja za povzročanje emisij rentgenskih žarkov prevladujočih se atomov (elektronov) različnih materialov iz katerega je sestavljen prašni delec. Prašni delec je lahko analiziran s pomočjo filtra v katerega se ujame ali pa v novodobnih različicah brez njega, v zato namenjenemu prostoru v sami merilni napravi. Prašni delec lahko torej vsebuje več vrst materialov, ki imajo svoje lastno atomsko število (število protonov) s katerim oddajajo svoj specifični energijski odtis v obliki rentgenske emisije pri omenjenem mehanizmu XRF analize, ki temelji na izbijanju fotoelektrona v notranji lupini (z manjšo energijo) atoma s fotonom generiranim s pomočjo same naprave. Elektron na zunanji lupini (z večjo energijo) se v naslednjem koraku spusti v prazni prostor prejšnjega elektrona. Ta proces sprosti odvečno energijo, ki je bila potrebna za vezavo in jo preusmeri v drugi (Augerjev) elektron zunanje lupine kateri v zadnjem koraku (Augerjev proces) zapusti lupino in odda emisijo v obliki rentgenske energije, ki jo zazna detektor v napravi. Ta energija, ki je koristna za samo analizo pa je, kot je zgoraj omenjeno, konstanta in specifična za določeno vrsto prisotnega atoma.
Zgoraj omenjene merilne metode so kvalificirane kot zemeljske in imajo tudi svoje pomanjkljivosti v primeru nihanja koncentracij skozi čas in prostor (večje koncentracije pri virih onesnaževanja) ter v primeru cene nakupa in vzdrževanja večjega števila merilnikov.   
Pomanjkljivost pa je tudi v povezavi s prioritizacijo ekonomske aktivnosti. Ko ta postane regulativni cilj se lahko strateško prilagaja postavitve merilnih naprav na območja kjer je prisotna manjša onesnaženost ali pa čas zmanjševanja emisij s strani onesnaževalcev prilagaja delovanju merilne naprave..

#### Izvajanje meritev ultravijoličnega (UV) sevanja, ki ga povzročijo aerosoli pri odboju sončnega sevanja z zemeljske površine
Zaradi pomanjkljivosti se vedno bolj pogosto uporabljajo merilne metode nameščene na satelitih, ki krožijo okoli zemeljske orbite (vesoljske merilne metode). Danes okoli zemlje kroži več vrst satelitov, ki so namenjeni izvajanju meritev onesnaževanja atmosfere (tudi s strani aerosolov). Meritve gostote aerosolov se izvajajo s pomočjo detektorjev, ki zajemajo različne valovne dolžine odboja sevanja sonca s strani zemeljske površine in le te primerjajo z odbojem od atmosfere. Več kot je delcev v zraku, ki razpršijo in absorbirajo svetlobo, manj sevanja zazna merilnik na satelitu. Merilniki na satelitih zaenkrat ne zmorejo prepoznati masne, številčne ali velikostne distribucije koncentracij prašnih delcev, pomanjkanje je tudi v tem, da bi za minutne ali urne vrednosti potrebovali veliko večje število satelitov, ki bi pokrivali tudi širši del zemeljske površine. Težave pa se pojavljajo tudi pri izvajanju meritev nad območjem kjer so oblaki. S tehnološkim napredkom računalniških modelov in merilnikov (merilnih metod) pa se zato vedno hitreje izboljšujejo zmožnosti povezovanja različnih onesnaževal z vremenskimi spremenljivkami, sposobnost zaznavanja različnih vrst koncentracij na različnih višinah atmosfere in sočasna ločljivost zaznavanja, ki zaenkrat še ne zmore prepoznati točne kemične sestave ter lokalnih virov onesnaževanja prašnih delcev, tudi pod oblaki.

### Vpliv prašnih delcev na človekovo zdravje
Prašni delci različnih velikosti, masnih/številčnih koncentracij in kemične sestave imajo različne škodljive posledice na človekovo zdravje predvsem zaradi vdihavanja in odlaganja delcev v dihalnem sistemu. Škodljivo pa vplivajo tudi na izpostavljeno kožo in oči ter prebavni sistem z zauživanjem tekočine in hrane, ki vsebuje prašne delce.

#### Velikost prašnih delcev in njihova zmožnost prodiranja v človeška dihala
Prašni delci, ki ostanejo dlje časa v zraku, lahko preidejo v človeško telo z vdihavanjem skozi nos ali usta, v dihala pa se največkrat odlagajo s procesom sedimentacije in difuzije pri manjših delcih. Količina, odlaganje in končne posledice vdihanih prašnih delcev so po navadi odvisne od njihove velikosti in kemične sestave, poti preko katere so vdihani, časa izpostavljenosti, količine vdihanega zraka (vrste dela, ki ga človek opravlja), smeri in hitrosti vetra ob telesu ter fizične karakteristike, predhodnih bolezni (dihal, ...) in načina življenja (kajenje, ...) konkretnega človeka. Od vseh teh lastnosti je odvisno tudi, do katerega predela dihalnega sistema bodo uspeli prodreti, kakšen delež se jih bo uspelo odložiti in kakšne posledice človeškemu zdravju bodo povzročene.
Večji prašni delci (>10 µm) se po navadi odlagajo v ustni ter nosni votlini in grlu. Dihanje skozi nos je ponavadi bolj varno zaradi uspešnega filtriranja prašnih delcev s pomočjo nosnih dlačic ter večjega spreminjanja smeri vdihanega zraka in posledičnega zaustavljanja delcev. Večji delci, ki se ne zaustavijo pri omenjenih delih dihalnega sistema, lahko prodrejo tudi do sapnika in sapnice, tam se lahko odstranijo s pomočjo sluzi ali pa raztopijo v telo. Manjši delci lahko prodrejo vse do pljučnih mešičkov. Samo 1 % delcev v velikosti 10 µm ima po navedbah Svetovne zdravstvene organizacije (WHO) zmožnost prodora do predela kjer se nahajajo pljučni mešički, največjo pa delci v velikosti 2µm. Delci manjši od 2µm (okoli 0,5 µm) v povprečju ne presegajo 10-15 % zmožnosti zaradi sposobnosti dihalnega sistema po izdihu večjega dela, medtem ko ultrafini delci s pomočjo difuzije lažje ostanejo in prodrejo v notranje organe.
Mednarodna organizacija za standardizacijo (ISO) je zaradi pomembnega značaja velikosti delcev ter prodiranja le teh v dihalni sistem, s poudarkom aktivnosti človeka na delovnem mestu, za namene vzorčenja vzpostavila standarde kot je na primer: »ISO 481:2014: Atmosfera na delovnem mestu - definicija velikosti frakcij za merjenje delcev, ki se prenašajo z zrakom.« . Standard je namenjen definiranju deleža velikosti prašnih delcev, ki lahko prodrejo skozi (1) nosno ali ustno votlino, (2) predel dihalnega sistema od grla do pljuč ter vse do (3) predela pljučnih mešičkov ob povprečnih delovnih pogojih.
Standard prikazuje delež različnih velikosti delcev, ki lahko prodrejo do različnih regij dihalnega sistema, ne pa tudi deleža, ki bi prikazal koliko delcev od prodirajočih se tam odloži. Standard zato opozarja, da bi striktno upoštevanje sprejetih sporazumov, lahko precenilo potencialni učinek na človeško zdravje, zaradi dejstva, da morajo biti delci odloženi, da bi lahko prišlo do (negativnih) bioloških učinkov, kar pa je težje dokazati. 
Delež manjših velikosti (<1µm) prašnih delcev, ki se odložijo v določenem delu telesa je neznan. Ultrafini delci lažje prodrejo vse do pljučnih mešičkov, a se večji del le teh znajde v izdihanem zraku zaradi težjega odlaganja. Vseeno pa obstaja močan sum, da se veliko večji del odloženih delcev uspe prenesti iz pljuč v kri in tako sproža reakcije v t.i. »sekundardnih organih« kot so možgani ter srce. Obstaja pa tudi zaenkrat še ne potrjen sum, da ultrafinim delcem (<300nm) uspe prodreti pregrade med krvjo in organi ter vstopiti v same celice, organele in celo jedra celic.

#### Kemična sestava prašnih delcev in posledice na človekovo zdravje
Kemična sestava prašnih delcev ter njihov izvor sta pomembna faktorja pri posledicah prašnih delcev na človekovo zdravje.
Procesi lomljenja peska, kamnov in drugih rudnin lahko vsebujejo kristalni kremen ter druge toksične komponente (berilij, bakreni sulfid, azbest,..) v obliki majhnega prahu. V procesih gumarske industrije se za primarno surovino uporablja veliko število toksičnih kemikalij v obliki prahu ali pa v drugih agregatnih stanjih, ki lahko kasneje prispevajo svoj delež pri formiranju prašnih delcev (industrijsko oglje, kristalni kremen, žveplo, svinčev oksid, fosfiti,..). V procesih proizvajanja plastike za široko uporabo v obliki embalaže ter izdelkov iz plastike se prav tako uporablja veliko število kemičnih komponent (vinil klorid, benzen, 1,3-butadien, formaldehid, poliklorirani bifenil,..), katere pri sami proizvodnji, uporabi, razgradnji ali sežiganju tvorijo del prašnih delcev, ki vplivajo na človeško zdravje. V lesni, živilski, farmacevtski, železarski, gradbeni, rudarski in drugih industrijah se v nekem delu procesa delavci ter okolje soočijo z deležem primarnih surovin ali pa končnega onesnaževanja v obliki majhnega prahu, ki bi lahko prodrl vse do pljučnih mešičkov, zaradi česar obstaja velika nevarnost poslabšanja človeškega zdravja v obliki:
- bolezni pljuč z akumulacijo prahu v pljučih
- rak, ki se lahko razvije zaradi vnetja pljučnega tkiva
- bolezni srca in ožilja
- zastrupitev krvi, ledvic in centralnega živčnega sistema zaradi telesnega vsrkavanja toksičnih kemikalij, ki sproža reakcije pri drugih organih
- infekcijske bolezni
- reakcije, ki se poznajo na koži telesa, manifestirajo s težavami pri dihanju,..
- poslabšanje drugih bolezni kot so astma[48],..

Dodatni primeri prašnih delcev z različnimi vsebnostmi in njihovi učinki na človeško zdravje:
| Vrste prahu                                                                                   | Glavni učinki na zdravje                                                           | Ciljni organ                       | Definiran delež velikosti prašnih delcev, ki lahko prodrejo skozi/do                   |
| Prah kristalnega kremena (gradbeništvo in druge industrije)                                   | Silikoza; postopno razvijajoča se bolezen pljuč s trajnimi posledicami; rakotvorna | Pljuča, bronhioli, pljučni mešički | (3) predela pljučnih mešičkov                                                          |
| Premogov prah (premogovništvo, gorivo za proizvajanje toplote in elektrike)                   | Pnevmokonioza; bolezen pljuč (oteženo dihanje)                                     | Pljuča, bronhioli, pljučni mešički | (3) predela pljučnih mešičkov                                                          |
| Prah azbesta (gradbeništvo,..)                                                                | Azbestoza; pljučni rak; mezotelioma                                                | Pljuča, bronhioli, pljučni mešički | (2) predel dihalnega sistema od grla do pljuč ter vse do (3) predela pljučnih mešičkov |
| Svinčev prah (elektrotehniška industrija, gradbeništvo,..)                                    | Sistemska zastrupitev (krvi in centralnega živčnega sistema)                       | Skozi dihalni sistem v krvni obtok | (1) nosno ali ustno votlino                                                            |
| Prah mangana (železarska industrija)                                                          | Sistemska zastrupitev (krvi in centralnega živčnega sistema)                       | Skozi dihalni sistem v krvni obtok | (1) nosno ali ustno votlino                                                            |
| Lesni prah (gorivo za proizvajanje toplote in elektrike, papirna industrija, gradbeništvo,..) | Rak v nosni votlini                                                                | Nosna votlina                      | (1) nosno ali ustno votlino                                                            |
| Bombažni prah (tekstilna industrija)                                                          | Bisinoza; bolezen pljuč (oteženo dihanje)                                          | Pljuča                             | (2) predel dihalnega sistema od grla do pljuč                                          |
| Posušeni sladkorni trs (proizvodnja sladkorja)                                                | Bagasoza; ekstrinzičen alergijski alveolitis                                       | Pljuča                             | (3) predela pljučnih mešičkov                                                          |
| Cementni prah (gradbeništvo)                                                                  | Dermatoza; kožna bolezen                                                           | Koža                               | Katerekoli velikosti                                                                   |
| Pentaklorofenol (kmetijska industrija)                                                        | Sistemska zastrupitev                                                              | Skozi kožo v krvni obtok           | Katerekoli velikosti                                                                   |

Letno na globalni ravni pride do okoli 8.9 milijona smrti zaradi dolgotrajne izpostavljenosti prašnim delcev v zunanjem zraku in posledičnega razvoja bolezni. Takšno število smrti je primerljivo z 10.3 milijona smrti zaradi prehrane in 6.3 milijona smrti zaradi kajenja, sicer dvema od največjih povzročiteljic smrti.

### Tehnični elementi za nadzor onesnaževanja s prašnimi delci
Tekom razvoja tehnologije proizvajanja energije ter delovanja različnih vrst industrije, kot največjih virov onesnaževanja, se je zaradi vidnih posledic na človeško zdravje sočasno razvijalo tudi področje preprečevanja oz. omejevanja onesnaževanja. Tipičen tehnični sistem zagotavljanja kakovosti notranjega zraka, je prezračevalni sistem kjer se uporablja različne vrste filtrov in druge tehnične elemente za nadzor onesnaževanja.
S spoznavanjem fizike, dinamike ter drugih lastnosti prašnih delcev so se razvijali osnovni mehanizmi zbiranja, ki so upoštevali: trkalno, prestrezevalno (sila upora) in difuzijsko sposobnost (Brownovo gibanje) ter gravitacijsko, centrifugalno in elektrostatično silo delca. 
Na teh mehanizmih temelječi tehnični elementi za zagotavljanje kakovosti notranjega zraka ter nadzor oz. preprečevanje pretiranega onesnaževanja zunanjega zraka direktno ob viru onesnaževanja bodo v nadaljevanju razdeljeni ter opisani v petih različnih kategorijah.

##### Gravitacijsko odlaganje v komori s horizontalnim pretokom zraka
Deluje na preprostem principu potovanja onesnaženega zraka skozi kanal, ki se na neki točki razširi v daljšo komoro zaradi česar se pretok zraka upočasni in s tem dopusti delcem možnost odlaganja s pomočjo gravitacije.
Uporablja se za večje velikosti delcev (>70µm), ki imajo zaradi gravitacije ravno dovolj veliko hitrost odlaganja, da jih ne odnese, skupaj z ostalimi plini ter delci v pretoku, iz same komore. Kljub omejeni zmožnosti se še vedno uporablja pri, vsaj začetnem, čiščenju zelo onesnaženih izpustov v metalurški industriji. Potrebno je redno ročno čiščenje odloženih delcev iz dna naprave.

##### Centrifugalni separatorji
Delujejo na principu tangencialnega vstopa onesnaženega zraka v večjo cilindrično telo, kar povzroči vrtinčenje zraka. Ko zrak z delci prispe do mejne plasti, kjer zrak stagnira (v spodnjem delu separatorja), delci zapustijo tok zraka in padejo proti zbiralniku na dnu separatorja, medtem, ko je pretok zraka preusmerjen proti izhodni cevi na vrhu separatorja ter v potencialno nadaljnjo obravnavo zaradi možnosti, da se nekateri delci odbijejo in pridružijo toku izhodnega zraka. Večji centrifugalni separatorji (z večjim premerom cilindrične cevi) so primerni za odstranjevanje večjih delcev (>20µm), medtem, ko lahko manjši in tehnološko bolj napredni obravnavajo tudi delce do velikosti 1µm.

##### Čiščenje onesnaženega zraka z mokrim pralnikov
Mokri pralnik deluje na principu prenašanja prašnih delcev na kapljice (razpršene) vode skozi katere potuje onesnažen zrak. Kapljice morajo biti pravšnjih velikosti za dosego željenega učinka odstranjevanja določenih velikosti prašnih delcev. Pralnik, kjer se srečata onesnažen zrak ter voda je samo eden od glavnih členov celotnega sistema, ki v nadaljnih korakih vključuje separator (vode in zraka ali pa vode in delcev) ter črpalko za recirkulacijo vode nazaj v pralnik. Znane so različne vrste pralnikov kateri se v glavnem razlikujejo okoli metode vnašanja vode ter onesnaženega zraka (prečno, protismerno ali istosmerno vnašanje) v različnih tipih kot so: venturijev, sejalni, brizgalni, kondenzacijski, odstranjevalnik vlage in drugi. Brizgalni pralnik temelji na brizgalnih šobah v zgornjem delu pralnika ter odtoku (onesnažene) vode v spodnjem delu in vhodu onesnaženega zraka iz spodnjega proti zgornjemu predelu.

##### Elektrostatični ločevalnik prašnih delcev
Elektrostatični ločevalnik temelji na pretoku onesnaženega zraka skozi vmesni prostor dveh ozemljenih plošč med katerima je več vrst prepletenih žic z napetostjo tudi do 40000 voltov, ki ob enem prašne delce električno nabijejo ter istočasno ustvarjajo elektrostatično polje katero povzroči izločevanje delcev iz pretoka onesnaženega zraka na obstranske (ozemljene) plošče. Ioni, ki so ustvarjeni s pomočjo visokonapetostnih žic se vežejo na prašne delce, ki s tem pridobijo električni naboj ta pa je odvisen tudi od same kemične sestave delca.
Prašne delce zbrane na ploščah je potrebno redno čistiti z mehanskim tresenjem plošč ali pa elektromagnetnimi sunki, ki povzročijo odpadanje delcev v zbiralnik na dnu elektrostatičnega ločevalnika. Elektrostatične ločevalnike, ki so primerni tudi za zelo majhne prašne delce se deli na tri glavne tipe: negativno nabiti suhi ločevalniki, negativno nabiti mokri ločevalniki ter dvostopenjski pozitivno nabiti ločevalniki.

##### Čiščenje onesnaženega zraka s filtri
Filtri se uporabljajo za odstranjevanje prašnih delcev različnih velikosti, organizmov kot tudi plinastih onesnaževal. Deluje na principu usmerjanja pretoka onesnaženega zraka skozi filtre sestavljene iz različnih sintetičnih ter naravnih materialov, ki imajo različne velikosti por s katerimi zaustavljajo prašne delce. Učinkovitost ločevanja je odvisna od velikosti por, globine filtra, hitrosti onesnaženega zraka ter same dinamike med kemično sestavo filtra ter prašnih delcev. 
Čiščenje onesnaženega zraka s filtri se v grobem deli na površinske ter globinske načine filtriranja. Površinski večinoma ustavljajo delce na sami površini filtrov ter s časom zaradi akumulacije delcev okoli por, zmanjšujejo prehodnost le teh, medtem, ko globinski ustavljajo delce skozi celotno globino filtra. 
Postavitev filtrov je razdeljena na fazo pred ventilatorjem, ki skrbi za relativno čistost nadaljnje opreme s filtriranjem večjih velikosti (> 10 µm) in drugo fazo, ki je za ventilatorjem. Ta se ukvarja z manjšimi velikostmi prašnih delcev (> 0.3 µm > 10 µm) ter je postavljena pred samimi filtri za plinasta onesnaževala, saj le ti niso zmožni filtracije prašnih delcev in bi bila v nasprotnem primeru njihova življenjska doba zelo kratka.

##### Uporaba filtrov v procesu prezračevanja

###### Različne vrste filtriranja v procesu prezračevanja
Uporaba takšnih zračnih filtrov v prezračevalnem sistemu je odvisna od kakovosti zunanjega zraka ter zahtev po kakovosti notranjega.Filtre se lahko uporablja pri samih virih onesnaževanja kot tudi pri procesih prezračevanja bivalnih prostorov, kjer je ta način zbiranja delcev najbolj pogosto uporabljen. V prezračevalnih sistemih je lahko prisotno več različnih vrst filtriranja:
- Filtre sestavljene iz naravnih ter sintetičnih materialov (naravni lateks, sintetična vlakna, steklena vlakna, poliuretan,..), ki filtrirajo grobe (> 10 µm), fine (> 0.3 µm > 10 µm) ter mikro ( > 0.1 µm > 0.3 µm) velikosti prašnih delcev.
- Filtre sestavljene iz sintetičnih in naravnih materialov, ki vsebujejo tanek premaz visoko viskoznih tekočin kot so olje ali mast, ki pomagajo pri zaustavljanju grobih delcev (>10 µm).
- Elektrostatične ter ionske filtre, ki delujejo na principu elektrostatike in odstranjujejo delce do velikosti 0.1 µm.
- Filtre, ki delujejo na principu foto-katalizatorja. Ta s procesom odstranitve elektronov iz katalizatorja (tipično titanijevega dioksida), ki je izpostavljen ultravijolični svetlobi ter posledični reakciji elektronov z vlago v zraku, razdeli vodne molekule na atome vodika ter hidroksilne radikale, slednji pa reagirajo z onesnaževali temelječimi na ogljiku in jih pretvorijo v ogljikov dioksid ter vodo. Filter tako spremeni kemično sestavo onesnaževal in jih spremeni iz škodljivih v neškodljive delce.
- Filtre iz aktivnega ogljika, ki s procesom adsorpcije pritegnejo atome in molekule plinastih ter tekočih oblik onesnaževala (lahko-hlapne ogljikove spojine) na atome ogljika, ki ležijo na sami površini filtra. Ti v glavnem dopolnjujejo zgoraj naštete vrste in skrbijo za odstranjevanje delcev, ki povzročajo neprijetne vonjave.
- Filtre prevlečene s srebrom, ki oddajajo srebrove ione kateri služijo za sterilizacijo mikroorganizmov (bakterije ter virusi) in s tem preprečijo razmnoževanje le teh. Ti spadajo pod filtre, ki služijo nadzoru ter preprečevanju razmnoževanja škodljivih mikroorganizmov in bodo poleg te vrste našteti v zadnjih alinejah, kot filtri, ki so namenjeni vrstam onesnaževanja najmanjših velikosti.
- Filtre sestavljene iz sintetičnih in naravnih materialov, ki vsebujejo nanos mikrobov (bakterije, virusi, cvetni prah,..), fenolov in drugih antioksidantov kateri služijo za nevtralizacijo bakterij ter drugih molekul, ki so zaslužne za neprijetne vonjave.
- Filtre, ki delujejo na principu UV sevanja in so pri procesu filtriranja (v sistemu prezračevanja) na zadnjem mestu. Vloga UV sevanja (UV-C) je uničenje ali sprememba genetske zasnove mikroorganizmov ali mikrobov (bakterij, gliv in virusov) in s tem sterilizacija ter preprečitev množitve, ki bi lahko vplivala na končno zdravje človeka.

Uporaba zračnih filtrov v prezračevalnem sistemu je odvisna od kakovosti zunanjega zraka ter zahtev po kakovosti notranjega

###### Klasifikacija kakovosti zunanjega ter notranjega zraka
Kakovost zunanjega zraka se, za namen vzpostavljanja prezračevalnega sistema in izbire primernega tipa filtra, deli na tri stopnje :
- ODA 1: čisti zrak z občasnim onesnaževanjem s prašnimi delci, ki ustreza nacionalnim (SLO) ter mednarodnim (EU, WHO) standardom oz. mejnim vrednostim,
- ODA 2: srednje-visoko onesnažen zrak s prašnimi delci ter plinastimi onesnaževali, ki presega nacionalne ter mednarodne mejne vrednosti do 1.5x ter
- ODA 3: zelo visoka onesnaženost zraka s prašnimi delci ter plinastimi onesnaževali, ki presega nacionalne ter mednarodne mejne vrednosti za več kot 1.5x.

Želeno doseganje notranje kakovosti zraka pa se deli na:
- IDA 4: ki predstavlja najmanjšo zahtevano kakovost zraka ter vse do
- IDA 1: ki predstavlja največjo zahtevano kakovost zraka, ki je namenjena t.i. čistim prostorom, ki se jih uporablja v različne namene pri različnih industrijah[52].

Indikatorji zahtevane kakovosti zraka v prostoru so: 
- število ljudi na m²
- namembnost prostora
- količina vpihanega zraka (l/s×m²) v prostor
- povečana koncentracija CO2 (ppm)

###### Klasifikacija filtrov glede na učinkovitost filtriranja prašnih delcev
Zgoraj omenjene stopnje kakovosti zraka se lahko dosega z uporabo večstopenjskih, bolj kakovostnih filtrov, ki so bili po standardu EN 779:2012 do nedavnega razdeljeni v tri različne stopnje (G, M, F) katere so predstavljale povprečno učinkovitost filtriranja prašnih delcev večjih od 0.4 µm, ki pa nimajo zadostne praktične vrednosti. Standard EN 779 je bil v letu 2018 dokončno zamenjan s standardom EN 16890:2016. Standard EN 16890:2016 se zaenkrat uporablja v povezavi s standardom EN 1822, kjer so bili obravnavani zračni filtri za mikro delce (>0.01 µm) razdeljeni v tri skupine (E, H, U).
Standard EN 16890 (1-2), se ukvarja z učinkovitostjo filtriranja treh različnih velikosti finih prašnih delcev (PM1, PM2.5 in PM10) in sicer od velikosti 0.3 µm pa vse do 10 µm ter drugo skupino kjer se ukvarja z učinkovitostjo filtriranja grobih velikosti delcev nad 10 µm.
Učinkovitost filtriranja finih prašnih delcev PM1 se testira z umetno povzročenimi prašnimi delci v velikosti od 0.3 µm do 1 µm, PM2.5 od 0.3 µm do 2.5 µm ter PM10 od 0.3 µm do 10 µm. Proces merjenja učinkovitosti filtrov poteka tako, da se na testni progi istočasno izmeri številčno koncentracijo prašnih delcev, od velikosti 0.3 µm do 10 µm, v vstopnem kanalu pred filtrom in na drugi strani v izhodnem kanalu. V prvem koraku se izmeri učinkovitost filtriranja čistega neklimatiziranega filtra, v drugem pa se filter predhodno klimatizira v prostoru z atmosfero izopropanolne pare, ki odstrani elektrostatični naboj s filtra. Klimatiziran filter se nato vmesti na testno progo in ponovno preveri učinkovitost. Končna učinkovitost filtriranja določene velikosti prašnih delcev je izračunana s povprečjem učinkovitosti klimatiziranega in neklimatiziranega filtra. Za določene velikosti prašnih delcev (PM1, PM2.5) je potrebna minimalna 50% učinkovitost filtriranja tako klimatiziranih kot neklimatiziranih filtrov, da se lahko upošteva pri končni klasifikaciji določenega velikostnega razreda.
Meritve se ponovi na večjem številu testiranih filtrov in pridobi statistično povprečje. Vključene korelacijske faktorje ter standardno deviacijo (tudi brez samih filtrov) pa se v zaključku uporabi za učinkovitost delovanja samega filtra in posledično razvrsti v naslednje skupine filtrov:
| PM1                                                    | PM2.5 | PM10                                                                                                 | Groba frakcija |
| ISO ePM1 95% F9 ISO ePM1 90% ISO ePM1 85% ISO ePM1 80% | ISO ePM2.5 95% F7 ISO ePM2.5 90% ISO ePM2.5 85% ISO ePM2.5 80% ISO ePM2.5 75% ISO ePM2.5 70% ISO ePM2.5 65% | ISO ePM10 95% M6 ISO ePM10 90% ISO ePM10 85% ISO ePM10 80% ISO ePM10 75% ISO ePM10 70% ISO ePM10 65% | ISO Groba 95% G4 ISO Groba 90% ISO Groba 85% ISO Groba 80% ISO Groba 75% ISO Groba 70% ISO Groba 65% ISO Groba 60% |
| ISO ePM1 75% F8 ISO ePM1 70%                           | ISO ePM2.5 60% M6 ISO ePM2.5 55% ISO ePM2.5 50%                                                             | ISO ePM10 60% M5 ISO ePM10 55% ISO ePM10 50%                                                         | ISO Groba 55% G3 ISO Groba 50% ISO Groba 45%                                                                       |
| ISO ePM1 65% F7 ISO ePM1 60% ISO ePM1 55% ISO ePM1 50% | | | ISO Groba 40% G2 ISO Groba 35% ISO Groba 30%                                                                       |
| Minimalna 50% učinkovitost filtriranja.                | Minimalna 50% učinkovitost filtriranja.                                                                     | Minimalna 50% učinkovitost filtriranja neklimatiziranih filtrov.                                     | Ni zahtev pri klimatiziranih filtrih.                                                                              |

Namesto devetih različnih razvrstitev filtrov po standardu EN 779 je v standardu EN 16890 prisotnih devetinštirideset, ki lahko veliko bolje prikazujejo realno stanje učinkovitosti filtriranja različnih velikosti prašnih delcev. 

###### Klasifikacija filtrov glede na energetsko učinkovitost
| Mx = 200 g       | Poraba energije v KWh/leto za ePM1 | Poraba energije v KWh/leto za ePM1 | Poraba energije v KWh/leto za ePM1 | Poraba energije v KWh/leto za ePM1 | Poraba energije v KWh/leto za ePM1 | Poraba energije v KWh/leto za ePM1 |
| (preskusni prah) | ePM1 in ePM1min ≥ 50 %             | ePM1 in ePM1min ≥ 50 %             | ePM1 in ePM1min ≥ 50 %             | ePM1 in ePM1min ≥ 50 %             | ePM1 in ePM1min ≥ 50 %             | ePM1 in ePM1min ≥ 50 %             |
| ---------------- | ---------------------------------- | ---------------------------------- | ---------------------------------- | ---------------------------------- | ---------------------------------- | ---------------------------------- |
|                  | A+                                 | A                                  | B                                  | C                                  | D                                  | E                                  |
| 50 & 55 %        | 800                                | 900                                | 1050                               | 1400                               | 2000                               | >2000                              |
| 60 & 65 %        | 850                                | 950                                | 1100                               | 1450                               | 2050                               | >2050                              |
| 70 & 75 %        | 950                                | 1100                               | 1250                               | 1550                               | 2150                               | >2150                              |
| 80 & 85 %        | 1050                               | 1250                               | 1450                               | 1800                               | 2400                               | >2400                              |
| >90 %            | 1200                               | 1400                               | 1550                               | 1900                               | 2500                               | >2500                              |

Energetska učinkovitost samega filtra skozi življenjsko dobo vpliva na končno ceno delovanja prezračevalnega sistema. V Evropi jo certificira organizacija Eurovent, ki deluje pod okriljem »Cofrac«, francoske komisije za akreditacijo, ki je podpisnica mednarodno priznanega »Evropskega sodelovanja za akreditacijo«, izpolnjuje zahteve ISO standardov ter na prostovoljni bazi sodeluje s proizvajalci filtrirnih elementov. S pomočjo protokola za testiranje učinkovitosti vsakega filtra posebej (EN 16890) se izračuna razmerje padca tlaka skozi čas pri določeni količini prahu. Na končno energetsko učinkovitost ter končno porabo električne energije poleg same učinkovitosti ventilatorja tako najbolj vpliva padec tlaka katerega mora ventilator premostiti za dovod zraka po prostorih. S pomočjo standarda (EN 16890) klasifikacije učinkovitosti filtriranja (PM1, PM2.5 ter PM10) ter letne porabe energije (kWh/leto) se je vzpostavila klasifikacija energetske učinkovitosti.

###### Življenjska doba ter opis uporabe filtrov v tehničnih sistemih prezračevanja
Življenjska doba filtrov za prašne delce je odvisna od naslednjih spremenljivk:
- koncentracija onesnaževal
- kombinacija različnih vrst onesnaževal, ki vplivajo druga na drugo
- vlažnost zraka
- temperatura zraka
- dolžina uporabe (vsakdanje, tedenske,..) prezračevalnega sistema
- vrste filtrirnih elementov (material, velikost por,..)
- hitrost ter količina zraka za potrebe prezračevanja prostorov (velikost ter namembnost prostora,..) ter dihanja uporabnikov samega prostora (specifikacija uporabnikov (otroci, starejši ljudje,..), zdravstveni aspekti uporabnikov (astma,..), količina uporabnikov, aktivnost uporabnikov (mirovanje, bolj napredna fizična aktivnost,..)

Zaradi kompleksne medsebojne dinamike spremenljivk, ni nobenega edinstvenega priporočila za prepoznavanje odsluženja učinkovitosti filtrirnih elementov. Vseeno pa je prepoznanih nekaj splošnih indikatorjev, ki vključujejo:
- vizualni pregled filtrirnega elementa (očitna prekritost filtra s prašnimi delci) ali prezračevalnega sistema,
- prepoznan okus ali vonj, ki je plod nezadostnega filtriranja (ta je posebno učinkovit pri filtrih plinastih onesnaževal),
- poslabšana odpornost dihalnih poti,
- proizvajalčeva priporočila vključajoč oceno povečanja upornosti filtra in s tem tlaka potrebnega za premagovanje le te, ki se jo lahko prepozna z merjenjem porabe energije in prilagodi na podlagi zgoraj omenjenih indikatorjev.

Da bi filtrirni element deloval učinkovito in dlje časa je potrebno upoštevati nasvete uporabe zračnih filtrov v sistemu prezračevanja:
- postavitev in samo načrtovanje prezračevalnega sistema z namenom preprečevanja več kot 80-90 % relativne vlažnosti in s tem zmanjšanje možnosti razmnoževanja mikroorganizmov,
- pri vstopu zraka v sistem je zaradi zaščite notranjih elementov priporočena uporaba filtra za grobe delce pred ventilatorjem ter za fine po le tem,
- filtrirni elementi naj bodo postavljeni znotraj delov prezračevalnega sistema, kjer je tok zraka skozi celotni presek enoten,
- pri izstopu zraka iz kuhinje je zaradi zaščite sistema priporočena uporaba posebnih filtrov, ki odstranjujejo mast,
- filtri naj bodo odstranjeni po prepoznanem tlačnem padcu in če je možno zaradi higienskih razlogov po času cvetenja narave v zunanjem okolju ali v času po sami kurilni sezoni,
- filtri naj se pazljivo odstranjujejo z namenom preprečevanja širjenja nabranih onesnaževal ob upoštevanju okoljskih regulativ,
- z namenom regeneracije toplote in s tem večje energetske učinkovitosti celotnega sistema ogrevanja ter hlajenja je priporočena recirkulacija zraka ter znotraj tega dela uporaba podobnih filtrov kot so prisotni znotraj vhodnega dela prezračevalnega sistema,
- prav tako je priporočena uporaba filtrirnega elementa pri samem izhodnem delu prezračevalnega sistema.

###### Klasifikacija izhodnega zraka
Izhodni zrak se lahko uporabi za regeneracijo toplote ali pa v nekaterih primerih, če je kakovost zraka dovolj dobra, tudi za ponovno uporabo v prostorih (recirkulacija zraka). Ta je po standardu EN 13779 klasificiran s štirimi stopnjami:
- ETA 1: Zrak, ki je primeren za recirkulacijo in prenos toplote brez kakršnihkoli dodatnih zahtev pri zbiranju v skupni izhodni kanal.
- ETA 2: Zrak, ki ni primeren za splošno recirkulacijo, ampak samo za prostore z manjšimi zahtevami po kakovosti zraka (stranišče, garaža, skladišča,..). Lahko je zbran v skupni izhodni kanal.
- ETA 3: Zrak, ki ni primeren za recirkulacijo in je ponavadi speljan v zunanji prostor s posameznim izhodnim kanalom ali pa skupaj z zrakom podobne kakovosti zbran v skupni izhodni kanal.
- ETA 4: Zrak, ki ni primeren za recirkulacijo in je speljan v zunanji prostor s posameznim izhodnim kanalom.

Pri vseh štirih stopnjah je potrebno spremljati netesnosti ter s tem uhajanje zraka iz izhodnega sistema z izmenjavo toplote zraka zaradi zahtev po pravšnji količini dovoda zunanjega (vhodnega) zraka in preprečevanju kontaminacije le tega. Na podlagi tega pa tudi zagotavljati določen sesalni ter dovodni tlak, ki bi poskrbel za nemoteno prenašanje zraka preko prenosnika toplote v zunanje okolje.

### Ukrepi za izboljšanje kakovosti zunanjega zraka
Predpogoj izvajanja ukrepov je redno izvajanje meritev ter izboljševanje atmosferskih razpršitvenih modelov s strani organov države ali posameznih skupnosti (mestnih oblasti,..). Razpršitveni modeli se morajo čimbolje približati realnemu stanju in so namenjeni opozarjanju javnosti, ko se pričakuje, ob določenih vremenskih pogojih, georafskih danostih in pričakovanih načinih onesnaževanja zraka, preseganje mejnih vrednostih, ki so določene s standardom. Ko se lahko z zadostno gotovostjo potrdi ali pa z realnim merjenjem dejansko pride do preseganja mejnih vrednosti koncentracij prašnih delcev (PM10 in/ali PM2.5), morajo organi poskrbeti za primerno obveščanje javnosti ter priporočiti kratkoročne in izvajati dolgoročne ukrepe za zmanjšanje onesnaženosti zraka s prašnimi delci. Obveščanje javnosti, kot je zapisano pri Agenciji Republike Slovenije za Okolje (ARSO), vsebuje analizo stanja onesnaženosti, ta pa v nadaljevanju vsebuje opis območja čezmejnega onesnaženja, virov onesnaževanja, vpliv onesnaževanja na človekovo zdravje ter priporočenih kratkoročnih ukrepov, ki jih posameznik lahko izvede.
Kratkoročni ukrepi
- omejitev zadrževanja se v okolici vira onesnaževanja
- zapiranje oken, vrat
- namestitev tehničnih sistemov za izboljšanje kakovosti notranjega-zunanjega zraka
- zmajšanje ogrevanja stanovanjskih in poslovnih prostorov, kjer se kot energent uporabljajo tekoča ali trda goriva
- uporaba goriv, ki sproščajo nižje emisije delcev, za ogrevanje prostorov, če imajo to možnost
- uporaba javnega prevoza in zmanjšanje uporabe osebnih vozil
- zmanjšanje gospodarske aktivnosti, ki je prepoznana kot večji vir onesnaževanja

Dolgoročni ukrepi
- Investicijski projekti gospodinjstev za zamenjavo kotlov na vse vrste goriv z novimi napravami za ogrevanje stavb ter obnova posameznih delov ali celotnega zunanjega ovoja stavb.
- Vgradnja kotlov na zemeljski plin ali toplotnih postaj ob hkratni priključitvi na sistem distribucije zemeljskega plina ali omrežje daljinskega ogrevanja na območju, kjer je kot prednostni način ogrevanja določena uporaba zemeljskega plina ali toplota iz daljinskega ogrevanja, se lahko spodbuja s subvencijami države in občine.
- V skladu z zgornjima ukrepoma se naj izvajajo tudi investicijski projekti za zmanjševanje energetske revščine ter prehoda na obnovljive vire energije. Obnovljivi viri energije sicer vključujejo tudi manjša ali večja energetska postrojenja, ki temeljijo na uporabi lesa kot goriva, ki pa je lahko problematičen v mestih in drugih geografskih ter klimatskih območjih, ki nimajo zadostne zmožnosti za razpršitev prašnih delcev.
- Investicijski projekti za uporabo goriv ali tehnologij, ki imajo majhne emisije delcev, v javnem potniškem prometu ali v vozilih, ki jih uporabljajo lokalne javne službe, se lahko spodbujajo z dodatnimi subvencijami države in občine.
- Spodbujanje državljanov k uporabi okoljsko sprejemljivim načinom prevoza.
- Spodbujanje ekonomskih aktivnosti, ki ne temeljijo na pretiranem onesnaževanju zraka.

Dolgoročni ukrepi se načrtujejo, vzpostavljajo ter izvajajo s pomočjo regulacije in investicijskih programov organov države ter skupnosti EU. Ti vključujejo vzpostavljanje direktiv na ravni EU, zakonodaje posameznih držav ter končno implementacijo vsebine v obliki vzpostavitve standardov (mejnih vrednosti), obveščanja javnosti ter izvajanja dolgoročnih načrtov za ohranjanje in izboljšanje kakovosti zunanjega zraka ter posledično človekovega zdravja.

### Reguliranje onesnaževanja s prašnimi delci z zakonodajo ter standardi v Sloveniji in Evropski uniji

#### Zakonodajna sredstva na področju varstva okolja in zagotavljanja kakovosti zraka
S podpisom Pariške pogodbe leta 1951 s strani skupine šestih držav, se je ustanovila Evropsko skupnost za premog in jeklo in sočasno prve institucije. S podpisom Rimske pogodbe leta 1957, ki je ustanovila Evropsko ekonomsko skupnost (EEC), se je začela vzpostavljati prva ustavna podlaga, predvsem na ekonomskem ter energetskem področju. Evropska unija je dandanašnjo podobo dobila s podpisom Maastrichtske pogodbe leta 1992 in kasnejših dveh, ki sta spremenili ter dopolnili predhodne pogodbe, skupaj s sočasno razširitvijo skupnosti, ki danes šteje 28 držav članic. Glavne evropske institucije so: Evropski parlament (izvoljen s strani prebivalcev držav članic), Evropski svet (voditelji evropskih držav, predsednik Evropske komisije), Svet Evropske unije (ministri evropskih držav), Evropska komisija (predlagani s strani evropskih držav), Sodišča Evropskih skupnosti, Evropske centralne banke in Evropskega računskega sodišča.
Današnja zakonodaja EU se predlaga s strani Evropske komisije (EC) ter Evropskega sveta, potencialno spremeni in sprejme s strani Evropskega parlamenta ter Sveta Evropske unije, vzpostavlja in izvršuje pa s strani Evropske komisije ter Sveta Evropske unije in držav članic.
Nezanemarljiv delež vpliva na oblikovanje zakonodaje ima tudi koncept lobiranja zakonodajalcev na nacionalni ter evropski ravni s strani evropskih sindikalnih združenj, podjetij, nevladnih organizacij, nacionalnih združenj, regijskih predstavništev, mednarodnih organizacij in raziskovalnih organizacij.
Mednarodni sporazumi in konvencije mednarodnih organizacij, katerih članice so države Evropske unije, imajo prav tako vpliv na samo oblikovanje ter vzpostavljene zakonodaje.
Do leta 2008 je bilo sprejetih vsaj 29 zakonodajnih instrumentov. Ti so bili razdeljeni na direktive, odločbe ter regulative, njihov glavni namen pa je:
- vzpostavitev in ohranjanje kakovosti zunanjega zraka, ki ne bi škodljivo vplival na človeško zdravje ali naravo, z določitvijo mejnih vrednosti posameznih onesnaževal ter standardiziranimi zahtevami za izvajanje meritev ter obveščanje javnosti
- omejevanje pridelovanja in uporabe nekaterih nevarnih snovi, ki bi lahko škodljivo vplivale na ozonski plašč in druga področja
- homologacija in drugi ukrepi za zmanjševanje izpustov iz avtomobilskega sektorja
- vzpostavitev mehanizma nadzora in sistema EU za trgovanje s pravicami do emisij (ETS) toplogrednih plinov
- nadzor proizvajanja in uporabe fluoriranih toplogrednih plinov v nekaterih izdelkih in opremi (klimatske naprave, hladilna in zmrzovalna oprema)
- nadzor proizvajanja in shranjevanja goriv in drugih izdelkov z namenom zmanjševanja emisij lahko-hlapnih ogljikovodikov (VOC)
- sprejetje in implementacija relevantnih mednarodnih konvencij in sporazumov katerih članice so države Evropske skupnosti

##### Odločbe
Vzpostavljena zakonodaja je kot omenjeno lahko v obliki odločb, ki se nanašajo na posamezno državo, podjetje in organizacijo ali pa posamezno področje znotraj vseh držav EU, kot je bilo v primeru odločbe 97/101/EC, ki je vzpostavila recipročno izmenjevanje informacij ter podatkov iz sistemov merjenja kakovosti zunanjega zraka znotraj držav članic Evropske unije. Odločba je bila pomembna pri bolj učinkovitem nadzoru kakovosti zraka v državah članicah, posebno pri čezmejnem onesnaževanju in bila zamenjana s kasnejšimi direktivami ter odločbami. Zakonodaja je lahko tudi v obliki regulative, ki direktno ter enotno vpliva na vse države članice in je ni potrebno prenesti v pravo posameznih držav kot je na področju zagotavljanja kakovosti zunanjega zraka pokazal primer regulative Evropskega parlamenta in Sveta 842/2006 o določenih fluorirani toplogredni plinih s katero se je vzpostavilo nadzor ter omejilo uporabo fluoriranih toplogrednih plinov v nekaterih izdelkih ter opremi.

##### Direktive
Zakonodaja pa je lahko tudi v obliki direktive, ki sicer določa zahteve ali cilje, ki jih morajo države doseči, a le tem prepusti fleksibilnost ter svobodno izbiro načina izvajanja ukrepov za dosego nastavljenega cilja. Za dosego določenih ciljev je direktivo potrebno prenesti v državno zakonodajo ter sprotno obveščati Evropsko komisijo o samem procesu in vsebini. Prva direktiva o kakovosti zraka je bila sprejeta leta 1970 (70/220/EEC), ki je poenotila posamezne zakonodaje takratnih članic za namen zmanjšanja onesnaževanja z emisijami iz motornih vozil, zahtevala tehnološko nadgraditev procesov motorjev z notranjim izgorevanjem in tako vplivala tudi na ostale trgovinske partnerice. Leta 1980 je bila sprejeta prva direktiva (80/779/EEC) namenjena vzpostavljanju poenotenih mejnih vrednosti, merilnega sistema ter izvajanju ukrepov za zmanjšanje žveplovega dioksida ter prašnih delcev. Direktivi za poenoteno obravnavanje dušikovih oksidov ter svinca so bile sprejete do leta 1992 ter podpisa Maastrichtske pogodbe, ki je pospešila proces integracije evropskih držav v Evropsko unijo (EU) in po kateri se je sprejelo mnogo drugih direktiv, vse do 2008/50/EC direktive Evropskega parlamenta in Sveta o kakovosti zunanjega zraka in čistejšem zraku, ki je v veljavi tudi danes. Ta je združila predhodno sprejete zakonodaje v obliki direktiv in odločb, bila sicer do današnjega dne dopolnjena z amandmajem 2015/1480/EC in je poleg direktive 2004/107/EC, ki obravnava arzen, kadmij, , živo srebro, nikelj in policiklične aromatske ogljikovodike v zunanjem zraku ter odločbe 2011/805/EU, ki je obnovila predhodno sprejeto odločbo o izmenjavi informacij med državami v Evropski uniji, današnji temelj zakonodaje Evropske unije na področju kakovosti zraka.
Direktiva 2008/50/EC je poenotila obstoječo zakonodajo v eno samo direktivo, vzpostavila mejne vrednosti za prašne delce PM2.5, ki bodo prikazane v spodnji razpredelnici, določila zavezujoče nacionalne obveznosti glede zmanjšanja izpostavljenosti PM2.5 z namenom nadomestitve ciljnega zmanjšanja izpostavljenosti na nacionalni ravni. V nekaterih primerih je direktiva poostrila mejne vrednosti, sočasno dopustila podaljšanje dobe za izpolnitev določenih mejnih vrednosti koncentracij za PM10, NO2 ter benzen in odprla možnosti zmanjšanja vrednosti koncentracij zaradi naravnih virov pri presoji upoštevanja mejnih vrednosti. Direktiva pa je poenotila tudi standarde za izvajanje meritev (ISO), določila smernice za ozaveščanje javnosti, smernice za pripravo akcijskih načrtov v primeru preseganja mejnih vrednosti, smernice za izmenjevanje podatkov držav članic in med drugim pozvala k pripravi načrtov za ohranjanje in izboljšanje kakovosti zunanjega zraka ter k določitvi pravil o kaznih za kršitelje določb iz same direktive.
Mejne vrednosti masnih koncentracij prašnih delcev v/na Sloveniji, EU, ZDA, Kitajskem, Indiji ter po priporočilih Svetovne Zdravstvene Organizacije (WHO) .
| Država                  | Ime    | Mejna vrednost                                                        |
| Slovenija (EU)          | PM 2.5 | 25 µg/m3 (letno povprečje) 20 µg/m3 (letno povprečje) do leta 2020    |
| Združene države Amerike | PM 2.5 | 12 µg/m3 (letno povprečje, v povprečju skozi 3 leta)                  |
| Kitajska                | PM 2.5 | 15- 35 µg/m3 (letno povprečje)                                        |
| Indija                  | PM 2.5 | 40 µg/m3 (letno povprečje)                                            |
| WHO                     | PM 2.5 | 10 µg/m3 (letno povprečje) 25 µg/m3 (24h povprečje)                   |
| Slovenija (EU)          | PM 10  | 50 µg/m3 - 35x v enem letu (24h povprečje) 40 µg/m3 (letno povprečje) |
| Združene države Amerike | PM 10  | 150 µg/m3 – 1x v enem letu (v povprečju skozi 3 leta)                 |
| Kitajska                | PM 10  | 40-70 µg/m3 (letno povprečje)                                         |
| Indija                  | PM 10  | 60 µg /m3 (letno povprečje)                                           |
| WHO                     | PM 10  | 20 µg/m3 (letno povprečje) 50 µg/m3 (24h povprečje)                   |

##### Okoljska zakonodaja v Sloveniji
Temelji na direktivah EU in je sprejeta s strani parlamenta ter vzpostavljena s pomočjo zakonov (splošna izpeljava ustave) kot so:
- Zakon o varstvu okolja (ZVO-1)
- Zakon o ohranjanju narave (ZON)
- drugih zakonov, ki se dotikajo različnih področij v zvezi z varovanjem okolja, ljudi in narave

ter podzakonskih aktov (podrobnejša razdelitev zakonskih določb), ki so izdani s strani vlade ali upravnih organov in so pri okoljski zakonodaji razdeljeni na:
- Ukrepe varstva okolja (odloki o načrtih za kakovost zraka na območjih različnih občin/regij, uredba o kakovosti zunanjega zraka [9],..)
- Spremljanje stanja okolja (pravilnik o ocenjevanju kakovosti zunanjega zraka, pravilnik o meritvah in obratovalnem monitoringu emisije snovi v zrak iz nepremičnih virov onesnaževanja ter o pogojih za njegovo izvajanje, resolucija o nacionalnem programu varstva okolja,..)
- Javne službe varstva okolja (Uredba o načinu, predmetu in pogojih izvajanja obvezne državne gospodarske javne službe izvajanja meritev, pregledovanja in čiščenja kurilnih naprav, dimnih vodov in zračnikov zaradi varstva okolja in učinkovite rabe energije, varstva človekovega zdravja in varstva pred požarom)
- Tehnične zahteve za proizvode (Pravilnik o emisiji plinastih onesnaževal in delcev iz motorjev z notranjim zgorevanjem, namenjenih za vgradnjo v necestne premične stroje)

Upoštevanje ter opravljanje nalog zgoraj omenjene zakonodaje v Sloveniji spada primarno pod Ministrstvo za okolje in prostor (MOP), ki ima poleg »notranje« organiziranosti v obliki direktoratov (za okolje, za vode in investicije,..) v svoji strukturi organiziranosti organe kot so: Agencija Republike Slovenije (RS) za okolje, Direkcija RS za vode, Geodetska uprava RS, Inšpektorat RS za okolje in prostor ter Upravo RS za jedrsko varnost.
Agencija RS za okolje (ARSO) je eden najbolj pomembnih organov v sestavi Ministrstva za okolje in prostor, ki se ukvarja z izvajanjem nacionalnega programa varstva okolja (NPVO) na področju kakovosti zraka in podnebja, ki vključuje zmanjševanje onesnaženja zraka iz industrijskih virov, termoelektrarn, prometa, individualnih ter skupinskih kurišč in s tem zmanjševanje toplogrednih plinov (TGP), obvladovanjem problemov onesnaževanja zraka na velike razdalje ter drugih ciljev, ki se jih dosega s pomočjo strokovnih, analitičnih in upravnih nalog na državni ravni. Sektor za kakovost zraka je del Urada za varstvo okolja in narave na ARSO in v kateremu vodijo upravne postopke kot so: plačilo upravne takse, evidenca emisij snovi iz naprav in okoljevarstvena dovoljenja, nadzor pooblaščenih podjetij, ki se ukvarjajo z namestitvijo, vzdrževanjem in razgradnjo naprav, ki vsebujejo ozonu škodljive snovi in fluorirane pline, nadzor programa monitoringa tekočih goriv za motorna vozila in nadzor izdajanja dovoljenj, porazdelitve emisijskih kuponov in trgovanja z emisijami TGP. Izvajajo pa tudi strokovne naloge na področju varstva zraka, ki izhajajo iz prej omenjene mednarodne kot tudi nacionalne zakonodaje (uredb, pravilnikov ter ostalih predpisov). Te vključujejo izdajo okoljevarstvenih dovoljenj ali strokovne ocene za obratovanje naprav, izdajo pooblastil in nadzor pooblaščencev za področja kot so: vzdrževanje ter kalibracija delovanja merilne opreme, izvajanje prvih ali občasnih meritev emisije snovi ter izdelovanja ocene o letnih emisijah snovi v zraku in druga področja. ARSO se ukvarja tudi z nadzorom plačevanja okoljskih dajatev zaradi onesnaževanja zraka z emisijo ogljikovega dioksida ter hlapnih organskih spojin in obveščanjem javnosti kakor tudi organov znotraj Slovenije in Evrope (Evropska komisija).
Inšpektorat RS za okolje in prostor pa je pomemben organ pri nadzoru posegov v okolje, obremenjevanja okolja ter povzročiteljev, skladnosti delovanja naprav in obratov z okoljevarstvenim dovoljenjem ali dovoljenjem za spuščanje TPG, stanja kakovosti okolja in odpadkov, rabe naravnih dobrin, izvajanja obveznih gospodarskih javnih služb varstva okolja in s tem izvajanja predpisanih ukrepov varstva okolja.
MOP se mora za celostno obravnavanje področja kakovosti zraka v Sloveniji povezovati tudi z drugimi ministrstvi kot so: Ministrstvo za infrastrukturo (direktorat za energijo in direktorati namenjeni transportu), finance, gospodarski razvoj, kmetijstvo in gozdarstvo, zdravje, pravosodje in drugimi, katera opravljajo svojo specifično vlogo pri zagotavljanju kakovosti zraka v Sloveniji. Zaradi lažjega in bolj učinkovitega prepoznavanja in naslavljanja vprašanj v zvezi s kakovostjo zraka pa je redno tudi sodelovanje z lokalnimi mestnimi oblastmi, ki imajo vzpostavljene svoje strukture in boljše poznavanje situacije na mikro ravni (stanovanjska, prometna ter industrijska politika, zagotavljanje elektrike in toplote, ..).

#### Pravna sredstva na področju varstva okolja in zagotavljanja kakovosti zraka

##### Pravna sredstva na ravni Slovenije
Zgoraj omenjeni načini izvajanja ukrepov ter zakonodaje za zagotavljanje kakovosti zunanjega zraka so zgolj ena od struktur preko katerih lahko pride do zagotavljanja kakovosti zraka v državi. Če Ministrstvo za okolje in prostor ter pripadajoči organi ne uspejo pri zagotovitvi kakovosti zraka po željah prebivalstva oz. civilne družbe, nevladnih organizacij, sindikatov, industrije in drugih zainteresiranih skupin se le ti lahko obrnejo tudi na pravne mehanizme, ki so povezani z organi vlade in neodvisno vejo pravne države, ki jo predstavljajo sodišča.
Pravna sredstva na področju okolja za nevladne organizacije in civilne iniciative so naslednja.
Posredovanje inšpektorja za okolje: to so osebe na omenjenem inšpektoratu RS, ki imajo posebna pooblastila in odgovornosti. So prekrškovni organ na prvi stopnji, kar pomeni, da inšpektor samostojno vodi postopke, izdaja odločbe in sklepe v upravnem in prekrškovnem postopku, kjer izreka tudi globe ali podaja kazenske ovadbe za kaznivo dejanje. Postopek je odvisen od narave pritožbe posameznika ali skupine posameznikov.
Varstvo okolja v upravnem postopku: za urejanje zadev varstva okolja so na prvi in drugi stopnji odgovorni upravni organi. Na drugi stopni so to ministrstva. Postopek delovanja upravnih organov oz sprejemanja odločitev ureja Zakon o splošnem upravnem postopku. Osebe, ki imajo priznan status stranskega udeleženca (oseba s pravnim interesom), lahko nastopajo v postopku z izjavami in s predložitvijo dokazov (postopek izdaje okoljevarstvenega soglasja ali dovoljenja), lahko pa zoper izdane odločbe vložijo tudi pritožbo. Kadar o zadevi na prvi stopnji odloča upravni organ (prve stopnje), pritožbo obravnava ministrstvo, kadar pa na prvi stopnji o zadevi odloča ministrstvo, tedaj zoper odločbo ni možna pritožba, ampak je upravičenec zmožen vložiti tožbo le na Upravno sodišče, s čimer se začne upravni spor. Upravni spor je razumljen kot pravno sredstvo zoper odločitve ministrstva, ko ta odloča o pritožbi v upravnem postopku ali v posamezni zadevi kot prvostopni organ.
Civilno-pravno varstvo in odškodninska odgovornost: tožbo lahko vložijo državljanke/državljani kot posameznice/posamezniki ali njihova društva/združenja in organizacije. Vlagatelj mora izkazati javni interes za vložitev takšne tožbe, ki si lahko dokaže v obliki kritične obremenitve okolja ali neposredni nevarnosti za življenje ter zdravje ljudi. Tožbo bi bilo potrebno vložiti pri Okrajnem sodišču, razen, če je bila vrednost spora večja, potem bi bilo za to pristojno Okrožno sodišče. Ob ugotovitvi krivde povzročitelja bi ta po načelu odgovornosti povzročitelja moral plačati povzročeno obremenitev.
Kazenskopravno varstvo okolja: določba 9. člena Zakona o varstvu okolja določa temeljno načelo varstva okolja izraženo v »Načelu odgovornosti povzročitelja« in določa tudi kazensko odgovornost povzročitelja v primerih, ko ima protipravno ravnanje posebno težo družbene nevarnosti in gre za javni interes. Izhodišče je kaznivo dejanje »obremenjevanja in uničenja okolja in prostora, določene v 332. členu, Kazenskega zakonika (KZ-1). Kaznivo dejanje se lahko naznani policiji ali pooblaščenemu inšpektorju.
Varstvo okolja pred Ustavnim sodiščem. zaradi kršitve človekove pravice s posamičnim aktom državnega organa, organa lokalne skupnosti ali nosilca javnih pooblastil se lahko na Ustavno sodišče vloži ustavna pritožba, a šele na točki, ko so izčrpana vsa druga pravna sredstva ter v roku 60 dni po vročitvi akta.
Varstvo okolja s pomočjo varuha za človekove pravice: vsakdo, ki meni, da so mu z aktom organa kršene človekove pravice, lahko, da pobudo za začetek postopka pri varuhu, ta sicer postopek lahko začne tudi na lastno pobudo. Varuh pri svojem delu ni omejen samo na neposredne kršitve z ustavo navedene človekove pravice, ampak je lahko vključen v primeru kakršnekoli kršitve pravice posameznika s strani nosilcev oblasti (državnega organa). Postopek je odvisen od narave pobude.

##### Pravna sredstva na mednarodni ravni
Za zagotavljanje želja civilne družbe pa obstaja tudi možnost varstva pri mednarodnih institucijah kot sta EU ter Organizacija združenih narodov (OZN). S strani OZN je najbolj pomembna Aarhuška konvencija, ki je mednarodni pravno zavezujoč instrument. EU je ta instrument implementirala z namenom zagotovitve dostopa do informacij, udeležbe javnosti pri odločanju ter dostopa do pravnega varstva v okoljskih zadevah. Posameznik države podpisnice lahko, ob izrabi nacionalnih pravnih sredstev ali utemeljitvi neizrabe le teh, z opisanim problemom pristopi do komiteja, ki lahko zahteva pojasnilo omenjene države ter s preučitvijo vseh informacij sprejme nadaljnje odločitve, ki so odvisne od narave pritožbe.
Evropski parlament in Evropska komisija
V primeru nezadostnega uveljavljanja EU zakonodaje se lahko posamezniki ali podjetja obrnejo tudi na institucije EU, kjer je možna predložitev pisnega poziva Komisiji Evropskih skupnosti ali evropskemu parlamentu, ki se lahko po preučitvi predloga obrne tudi na evropsko sodišče. Ta je v primeru pobude civilne iniciative pod vodstvom Uroša Macerla proti prekomernemu onesnaževanju korporacije Lafarge, ki je obratovala proizvodnjo cementa v Trbovljah, odločilo, da Slovenija krši EU pravila glede podeljevanja dovoljenj za obratovanje naprav in s tem prisilila v ustavitev obratovanja cementarne.
Evropska komisija ima za zagotavljanje uveljavitve ter upoštevanja EU zakonodaje pri državah članicah na voljo taktične pristope v obliki boljšega predhodnega vključevanja same države ob razmisleku in vzpostavljanju nove zakonodaje ter vzpostavljanja dialoga oz. pomoči pri povečanju zmogljivosti države članice ob prepoznanem pomanjkanju zmožnosti uveljavljanja EU zakonodaje. V tem kontekstu obstajajo tudi strateški pristopi v obliki prioritiziranja uveljavljanja bolj pomembnih aspektov zakonodaje, vzpostavljanja novih in boljših tehnik nadzora uveljavljanja zakonodaje, vzpostavljanje ter uveljavljanje sistema kaznovanja držav članic, ki ne uspejo zadovoljiti predhodno postavljenim časovnicam uveljavljanja EU zakonodaje, s pomočjo sodišč. Sodišče Evropske unije je razdeljeno na Sodišče Evropske skupnosti (ECJ), Splošno sodišče (prve stopnje) in specializirana sodišča, ki se lahko vzpostavijo ob posebnih primerih (posebnega področja), katerih pritožbe na sodbo so obravnavane na Splošnem sodišču. Ponavadi se s strani posameznika neposredno naslavlja Splošno sodišče zgolj v primerih, ko je prišlo do dejanske škode zaradi aktivnosti ali pa očitne neaktivnosti EU institucij.
Evropsko sodišče za človekove pravice in Evropski varuh človekovih pravic
Obstaja pa tudi Evropsko sodišče za človekove pravice, ki sicer ni del pravnega sistema EU, ampak je bilo vzpostavljeno z Evropsko konvencijo o človekovih pravicah katerega članice so države EU in lahko obravnava pritožbo posameznika, skupine posameznikov ali nevladne organizacije. Ti morajo pred vložitvijo pritožbe izčrpati vsa druga pravna sredstva omenjene države (v roku 6mesecev po zadnji odločbi). Senat sodišča lahko po pozitvni presoji pritožbe zahteva od države kršiteljice pojasnilo, ki se v kasnejših korakih lahko izide v korist države, prijateljski poravnavi ali pa s sodbo, ki ugotovi obstoj kršitve in s katero se poziva državo kršiteljico na plačilo pravične odškodnine.
Podobno kot v Sloveniji obstaja tudi na EU ravni Evropski varuh človekovih pravic, ki je neodvisna institucija pri katerih se obravnava pritožbe zoper nepravilnega ravnanja institucij in organov EU. Pritožbo lahko vloži državljan države članice, posameznik, ki ima stalno prebivališče v EU, lahko pa jo vložijo tudi podjetja, organizacije in združenja, ki imajo sedež v EU in so se pred samo vložitvijo pritožbe že obrnili na relevantne institucije ali organe (o zadevi pritožbe v tistem trenutku ne sme odločati nobeno drugo sodišče). Evropski varuh zahteva pojasnilo omenjenih institucij ali organov preden celotni primer preuči in sprejme nadaljnje korake, ki so odvisni od narave pritožbe.

#### Dejansko stanje kakovosti zraka

##### Pozitivni aspekti
Vzpostavljanje evropske zakonodaje (od leta 1970 do 2010) in sočasna zahteva po nadgradnji ter spreminjanju uporabljene tehnologije je uspešno pri izboljševanju kakovosti zunanjega zraka v zadnjih desetletjih. Ta je imela želen učinek nadgradnji tehnologije za proizvodnjo energije in odstranjevanje emisij pri sami proizvodnji energije, kjer bi se ob neuveljavljanju mednarodnih ter nacionalnih zakonodajnih predpisov, standardov in sočasne investicije v tehnološki razvoj, stanje količine emisij prašnih delcev PM10 povečevalo.
Stanje količine emisij prašnih delcev PM2.5 bi se prav tako povečevalo ob neuveljavljanju mednarodnih EURO standardov (94/63/EC, 99/13/EC, 2009/126/EC) ter standardov za izboljšanje kvalitete goriva (93/30/EC, 2003/17/EC, 2005/33/EC, 2009/30/EC) za cestna vozila, ki so predpisali izboljšanje samega procesa izgorevanja v motorjih z notranjim izgorevanjem ter vgrajevanja tehničnih sistemov za zajemanje prašnih delcev.

##### Negativni aspekti
Evropska agencija za okolje (EEA) je leta 2019 izvedla analizo o preseganju mejnih vrednosti kakovosti zraka za PM10 ter PM2.5 v urbanih območjih. Analiza sicer pravi, da je zgolj 6–8% mestnega prebivalstva izpostavljena koncentracijam PM2.5, ki presegajo mejne vrednosti EU in 13–19%, ki presegajo mejne vrednosti PM10. A je ob tem prišla tudi do ugotovitev, da je 74–81% mestnega prebivalstva izpostavljena koncentracijam PM2.5, ki presegajo mejne vrednosti WHO ter 42–52%, ki presegajo mejne vrednosti PM10.
Problematično je tudi dejstvo, da vlada Republike Slovenije, poleg predstavnikov drugih evropskih držav, v letu 2019 ni bilo sposobno pripraviti ter predložiti Evropski komisiji bolj ambicioznega predloga programa za zmanjšanje onesnaževanja zraka do dogovorjenega roka v Aprilu, kot pravi poročilo Evropskega urada za okolje (EEB), največje mreže nevladnih okoljevarstvenih organizacij v EU. Raziskava nevladne mednarodne organizacije Greenpeace  pa je ugotovila, da je bilo pri vzpostavljeni strokovni delovni skupini za pripravo evropske direktive o industrijskih emisijah (leta 2015), več kot polovica članov te skupine zaposlenih pri energetskih družbah ali pa so izvajali proces lobiranja s strani omenjenih družb. Ti so želeli vplivati na vsebino evropske direktive, ki bi postavljala manj rigorozne standarde, kot bi bili sprejeti v drugih državah po svetu (ZDA, Kitajska). Omenjena dejstva ter s tem drugačne priorite, vklučujoč nezadostnega entuziazma splošne javnosti za večje spremembe, prispevajo k manjšemu napredku na področju onesnaženosti zraka.

#### Onesnaževanje s prašnimi delci in neenakost v družbi
Zaradi onesnaževanja so nekateri ljudje bolj prizadeti kot drugi. Ponavadi so ljudje in skupnosti z nizkimi dohodki ter manjšine in druge marginalizirane skupine v družbi neenakomerno izpostavljene onesnaževanju zraka. Omenjenim delom družbe se lahko z investicijskimi programi za odpravljanje energetske revščine izboljša tudi kakovost okoliškega zraka .
Ob spreminjanju načina proizvajanja toplote in elektrike, transporta, industrije in drugih dejavnosti, ki prispevajo k onesnaževanju pa se vedno bolj uporablja koncept t.i. "pravične tranzicije" za delavke ter delavce zaposlene v dejavnostih, ki bi se zaradi ukinjanja delovnih mest lahko znašli na položaju brez službe. Koncept temelji na zagotovljenem izobraževanju, možnosti predčasnega upokojevanja in drugih socialno sprejemljivih ukrepov procesa pravične tranzicije

#### Teoretični in praktični primeri kratkoročnih in dolgoročnih ukrepov za izboljšanje kakovosti zraka
- Univerza Laappeenrant [76] je raziskala možnosti tranzicije EU iz zdajšnega večinskega dela proizvodnje elektrike in toplote s strani fosilnih goriv k večinskemu delu proizvodnje iz mešanice obnovljivih virov energije (OVE) do leta 2050. Ob vrstah obnovljivih virov energije dodane kratice, ki ponazarjajo način ter obseg ogrevanja: kogeneracija toplote in električne energije (CHP), daljinsko ogrevanje (DH) in poraba toplote v industrijske namene (IH). Shranjevanje elektrike bi lahko v večini temeljilo na baterijah, vodnih črpalnih elektrarnah ter shranjevalnikih stisnjenega zraka, medtem, ko bi toploto lahko shranjevali na večjem spektru tehnoloških zmogljivosti, ki jih poznamo že danes. Pri transportu, ki danes temelji na fosilnih gorivih bi tranzicija lahko temeljila na električnih vozilih, ki bi imela dovod direktne (uporaba baterij) ali indirektne električne energije (uporaba vodika in drugih vrst utekočinjenih obnovljivih virov energije).

- Koncept "odrasti" (angleško degrowth) pravi, da bi za dosego ciljev izboljšanja kakovosti zraka, omejitve podnebnih sprememb v obsegu planetarnih meja, morali ob tranziciji na obnovljive vire energije ter dejstvu o omejenosti z materialnimi viri, sočasno potekati tudi ukrepi za zmanjševanje porabe energije pri ogrevanju in porabi električne energije pri vsakdanjih ter gospodarstvenih aktivnostih. V primeru transporta pa bi se podal tudi velik poudarek na zmanjševanju deleža individualnih prevoznih sredstev in povečevanju deleža javnega transporta. V primeru industrijske proizvodnje in rabe materialov pa bi se le to omejilo na najbolj nujne potrebe, v obsegu krožne ekonomije in trajnostnega delovanja družbe.